# Ciclones tropicais em 2017

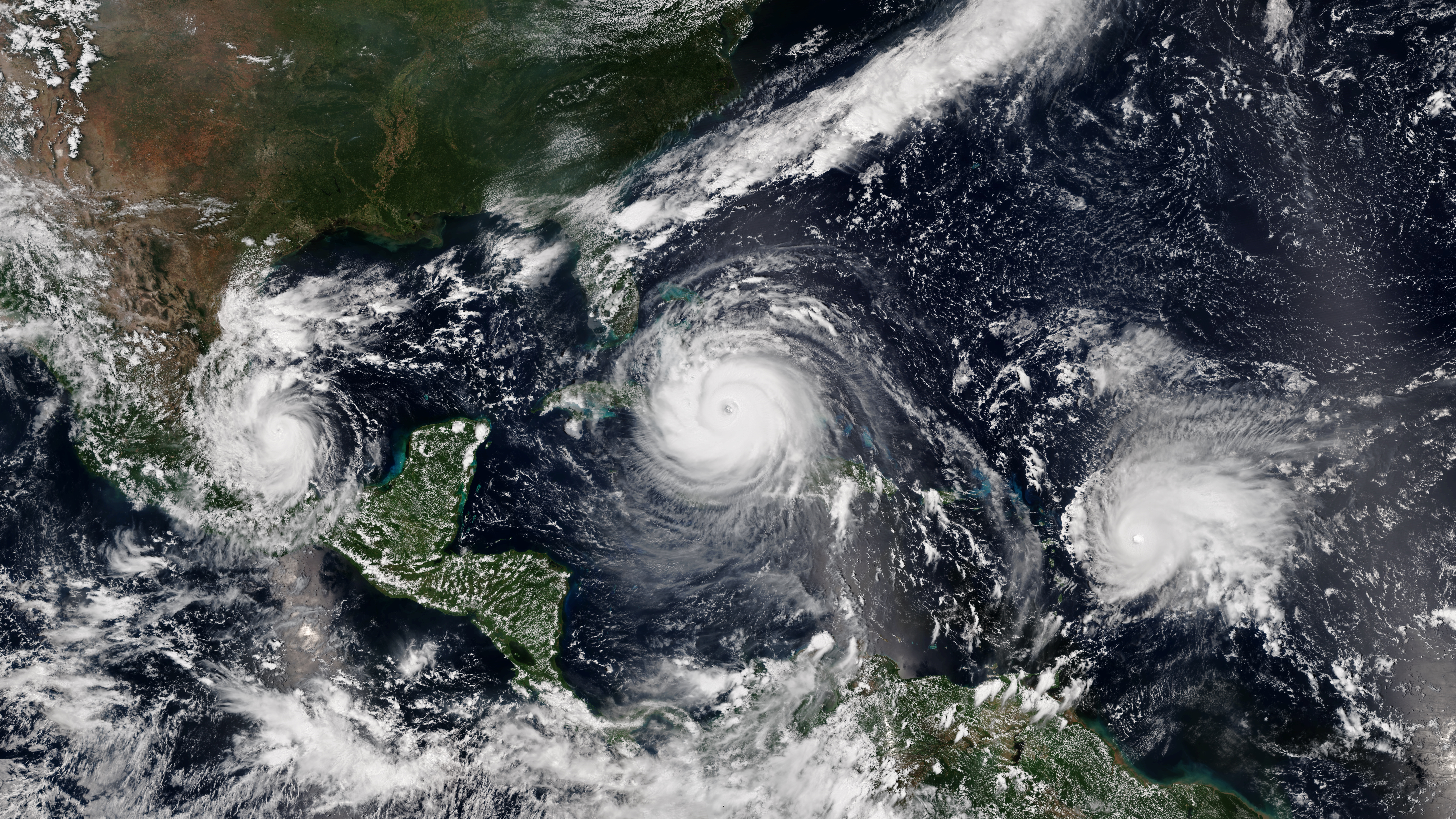
Três furacões simultâneos ativos em 8 de setembro de 2017 – com Katia (esquerda), Irma (centro) e Jose (direita). Todos os três estavam ameaçando a terra no momento

Tomados por vários satélites ao longo de 2017, estes são os 18 ciclones tropicais que atingiram pelo menos a Categoria 3 na escala Saffir-Simpson durante esse ano, de Enawo em março a Lan em outubro

Durante 2017, ciclones tropicais se formaram em sete diferentes bacias de ciclones tropicais, localizadas em várias partes dos oceanos Atlântico, Pacífico e Índico. Durante o ano, um total de 146 ciclones tropicais se formaram. 88 ciclones tropicais foram nomeados por um Centro Meteorológico Especializado Regional (RSMC) ou um Centro de Alerta de Ciclones Tropicais (TCWC).
A bacia mais ativa no ano foi a do Pacífico Ocidental, que documentou 27 sistemas nomeados. No entanto, a temporada foi um pouco abaixo da média e a primeira desde a temporada de 1977 não viu nenhum supertufão equivalente à Categoria 5. O Pacífico Oriental, apesar de somar 18 sistemas nomeados, também foi significativamente menos ativo do que as três temporadas de furacões anteriores do Pacífico (2014, 2015 e 2016). No entanto, a temporada de furacões no Atlântico Norte apresentou 17 tempestades nomeadas e foi a temporada de ciclones tropicais mais cara já registada. Ele também teve a quinta tempestade com mais nomes desde que os registos confiáveis começaram em 1851 – empatados com 1936 – e os maiores furacões desde 2005. A temporada da região australiana experimentou o número médio de ciclones atingindo intensidade de tempestade tropical, totalizando 11, respectivamente. A atividade nas três bacias do hemisfério sul – sudoeste da Índia, Austrália e Pacífico Sul – foi distribuída uniformemente, com cada região registando sete tempestades nomeadas cada. Três ciclones tropicais de categoria 5 se formaram durante o ano.
O ciclone tropical mais forte e mortal foi o Furacão Maria com uma pressão barométrica mínima de 908 mbar (hPa; 908 mbar (26.8 inHg) ) e que matou 3.000 pessoas em Porto Rico e Dominica. O ciclone tropical mais caro do ano foi o furacão Harvey no Atlântico, que em agosto atingiu a área metropolitana de Houston, causando US$ 125 mil milhões em danos, empatando com o furacão Katrina como o ciclone tropical mais custoso do mundo.

## Condições atmosféricas e hidrológicas globais
Durante a maior parte do ano, os trópicos foram dominados por condições neutras de El Niño-Oscilação do Sul (ENSO), antes que as condições de La Niña se estabelecessem no final do ano. No início do ano, as anomalias das temperaturas da superfície do mar no Pacífico equatorial central e centro-leste foram mais frias que a média, enquanto os impactos do La Niña permaneceram na circulação atmosférica, após um final abrupto do episódio de La Niña de 2016. Nos meses seguintes, essas anomalias aqueceram e quase atingiram os limites necessários para que um evento El Niño fosse declarado, no entanto, posteriormente esfriaram durante o resto do ano e o evento La Niña de 2017-18 foi declarado em andamento.

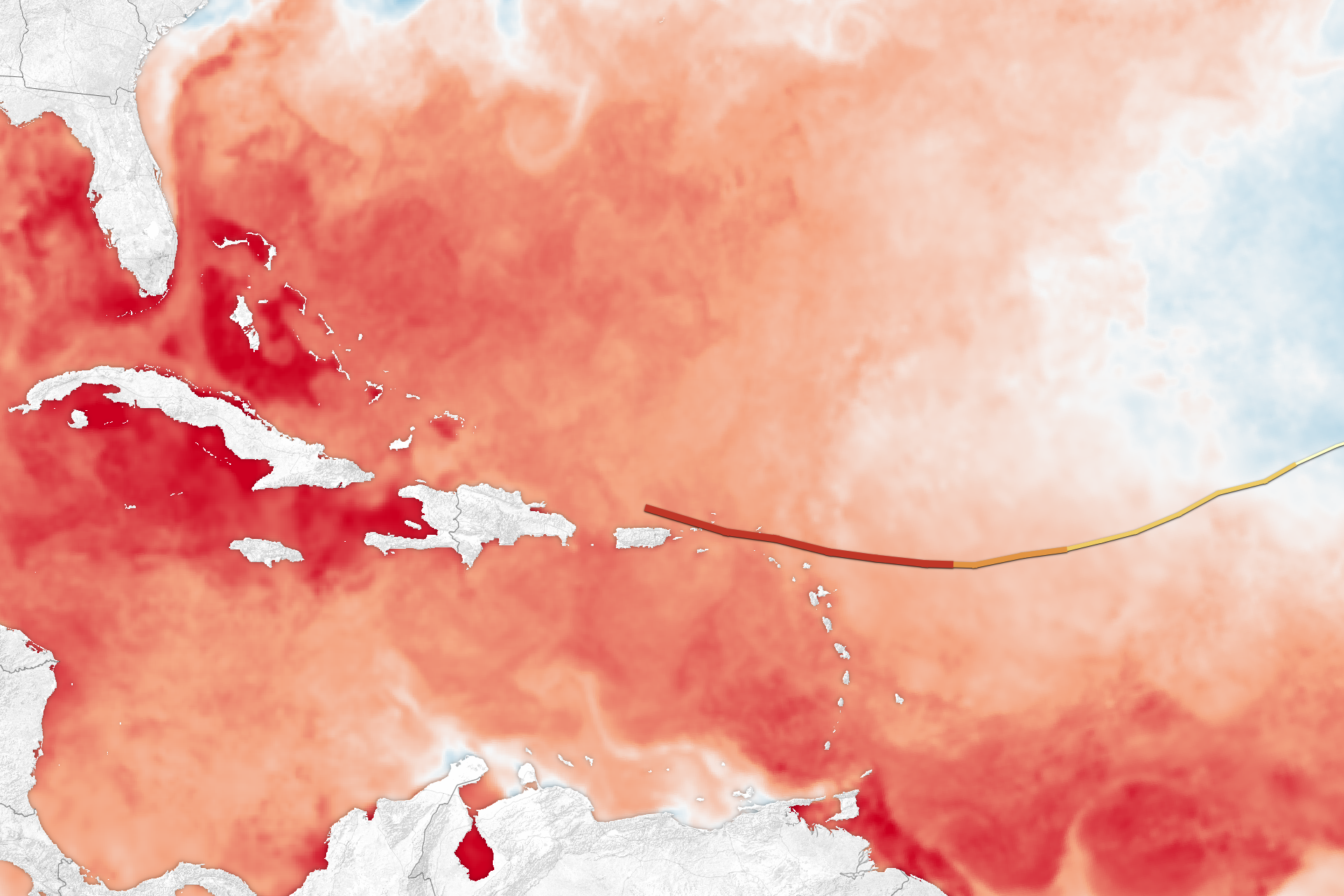
O mapa acima mostra as temperaturas da superfície do mar no Oceano Atlântico, Mar do Caribe e Golfo do México em 5 de setembro de 2017

Os cientistas apontaram que o aumento das emissões de CO contribuiram para águas oceânicas mais quentes e ar mais humido para chuva. Por causa do aumento do nível do mar, supõe-se que a maré de tempestade do Furacão Irma e outras marés de tempestades causarão maiores inundações em áreas vulneráveis. Dados coletados pela NASA mostraram que as temperaturas da superfície do oceano no percurso do Irma estavam acima de 30 °C (86 °F), capaz de sustentar um furacão de categoria 5. Antes de afetar o continente dos EUA, o presidente da câmara de Miami, Tomás Regalado, observou sobre o Furacão Irma: "Esta é a hora de falar sobre as mudanças climáticas. Este é o momento em que o presidente e a EPA e quem toma decisões precisam falar sobre as mudanças climáticas." Um dia depois, o chefe da EPA, Scott Pruitt, disse: "...para discutir a causa e o efeito dessas tempestades, há o... lugar (e hora) para fazer isso, não é agora." Após o desembarque do Irma, Donald Trump foi questionado sobre a conexão entre furacões e mudanças climáticas e afirmou que "tivemos tempestades maiores do que isso". Richard Branson, que foi diretamente impactado pelo furacão Irma, observou: "... furacões são o começo das coisas que estão por vir. Olha, a mudança climática é real. Noventa e nove por cento dos cientistas sabem que é real. O mundo inteiro sabe que é real, exceto talvez uma pessoa na Casa Branca."
O secretário-geral das Nações Unidas, António Guterres, citando a devastação dos furacões, observou em setembro: "A catastrófica temporada de furacões no Atlântico foi agravada pelas mudanças climáticas. A redução das emissões de carbono deve claramente fazer parte da nossa resposta ao desastre. O aumento da temperatura da superfície do oceano teve um impacto nos padrões climáticos e devemos fazer todo o possível para reduzi-lo."
A Associated Press analisou a energia ciclônica acumulada média anual (ECA), que leva em conta a velocidade do vento e a duração da tempestade para avaliar a potência dos furacões dos últimos 30 anos e descobriu que era 41% maior do que nos 30 anos anteriores. Eles perguntaram a vários especialistas sobre sua opinião, James Kossin da NOAA "Não há dúvida de que as tempestades são mais fortes do que eram há 30 anos." O cientista climático Stefan Rahmstorf, do Instituto Potsdam de Pesquisas sobre o Impacto Climático, "A única ressalva é que o aumento pode ser um pouco exagerado por causa da subcontagem das primeiras tempestades". O meteorologista Philip Klotzbach observou: "O que está acontecendo com os furacões - a frequência, a duração e a energia - é provavelmente uma combinação de fatores causados pela natureza e pelo homem, uma mistura de tudo". Kerry Emanuel, que estuda furacões, disse à BBC: "O aquecimento do clima aumentou as probabilidades subjacentes de eventos de chuva muito fortes, como o ocorrido em Harvey e furacões de categoria muito alta, como o Irma. Não é sensato dizer que qualquer tempestade foi causada pela mudança climática, mas as probabilidades subjacentes estão aumentando."

### Oceano Atlântico Norte

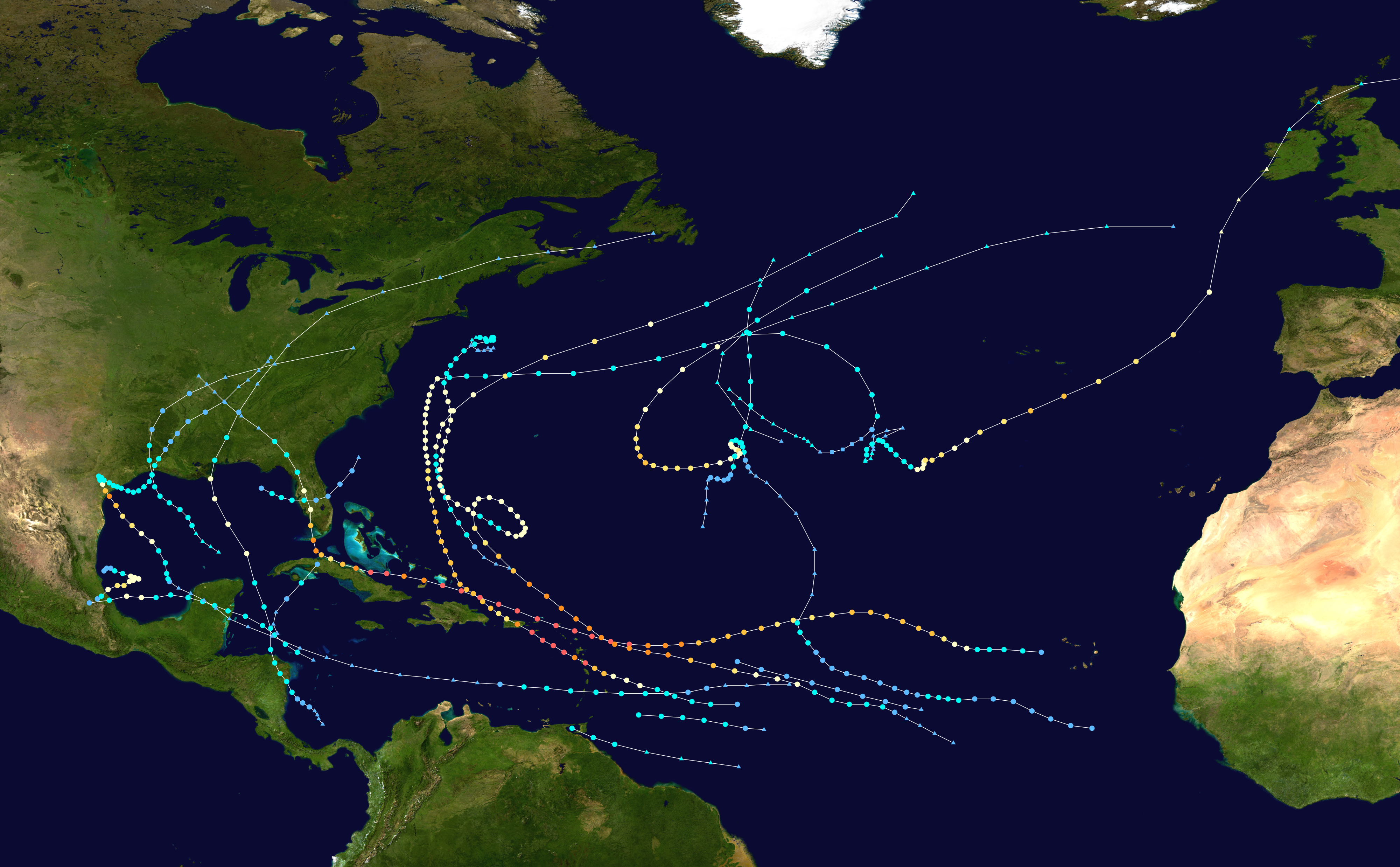
Mapa resumido da temporada de furacões no Atlântico 2017

### Oceanos Pacífico Oriental e Central

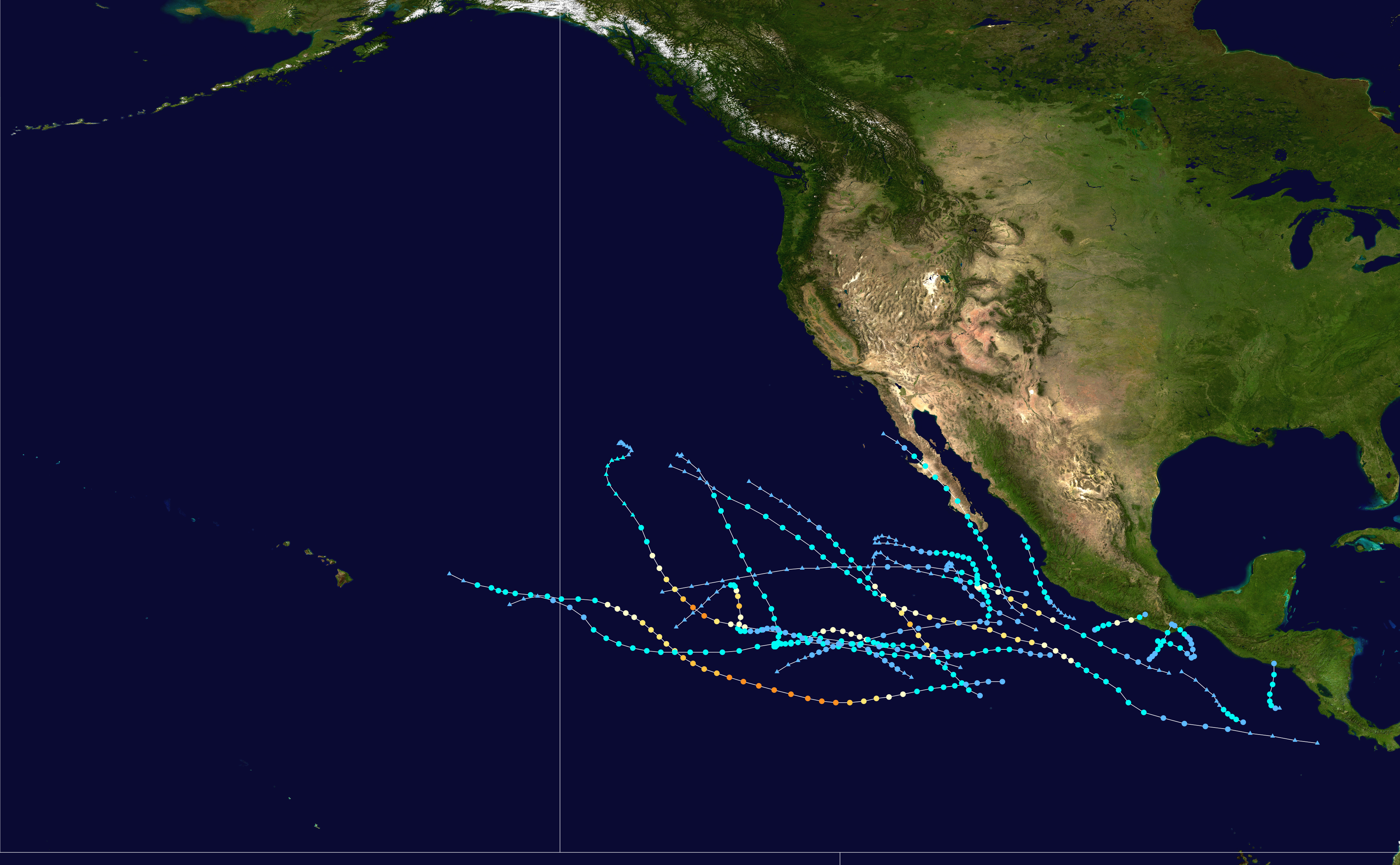
Mapa de resumo da temporada de furacões do Pacífico de 2017

### Oceano Pacífico Ocidental

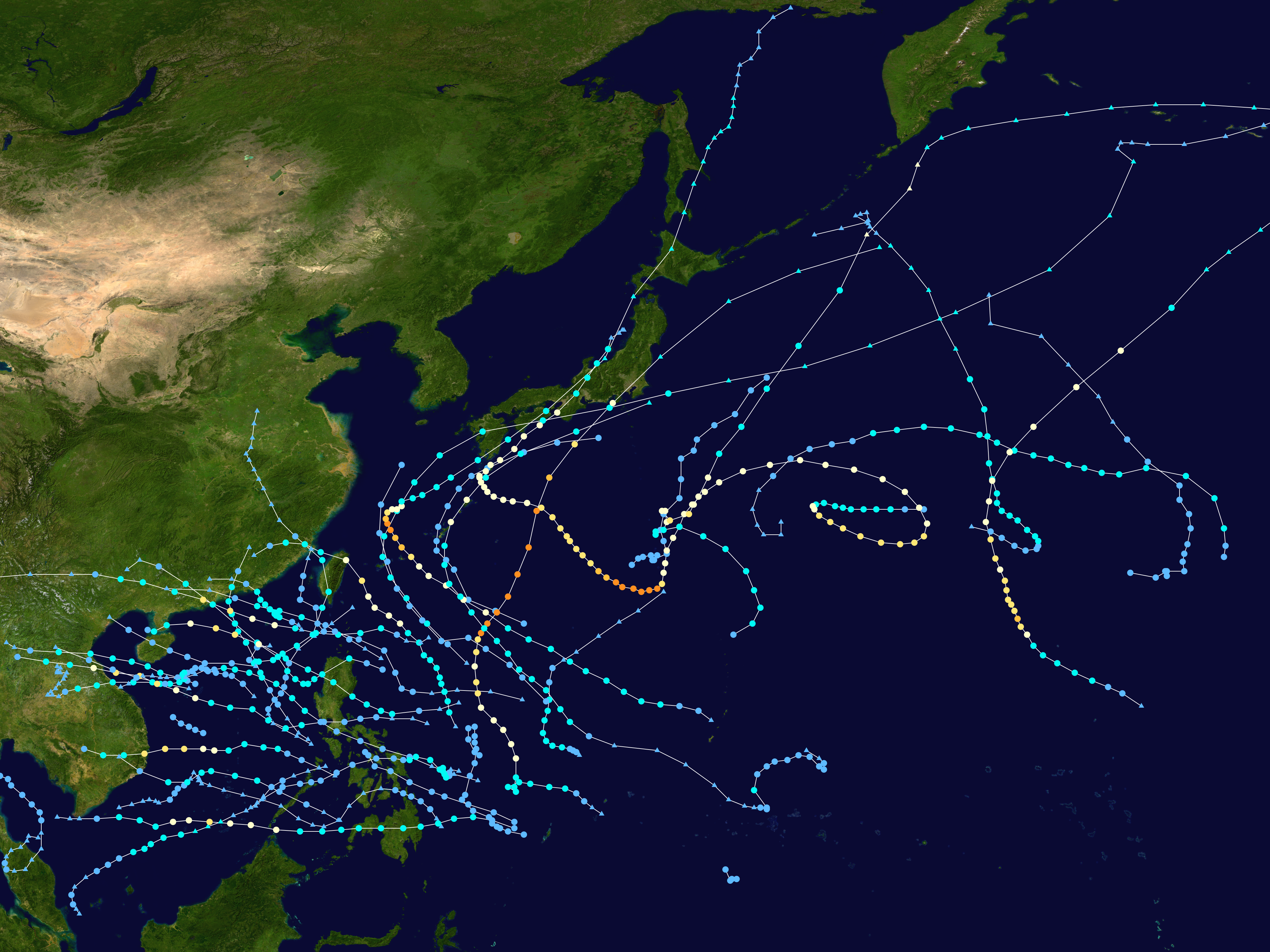
Mapa de resumo da temporada de tufões do Pacífico de 2017

### Norte do Oceano Índico

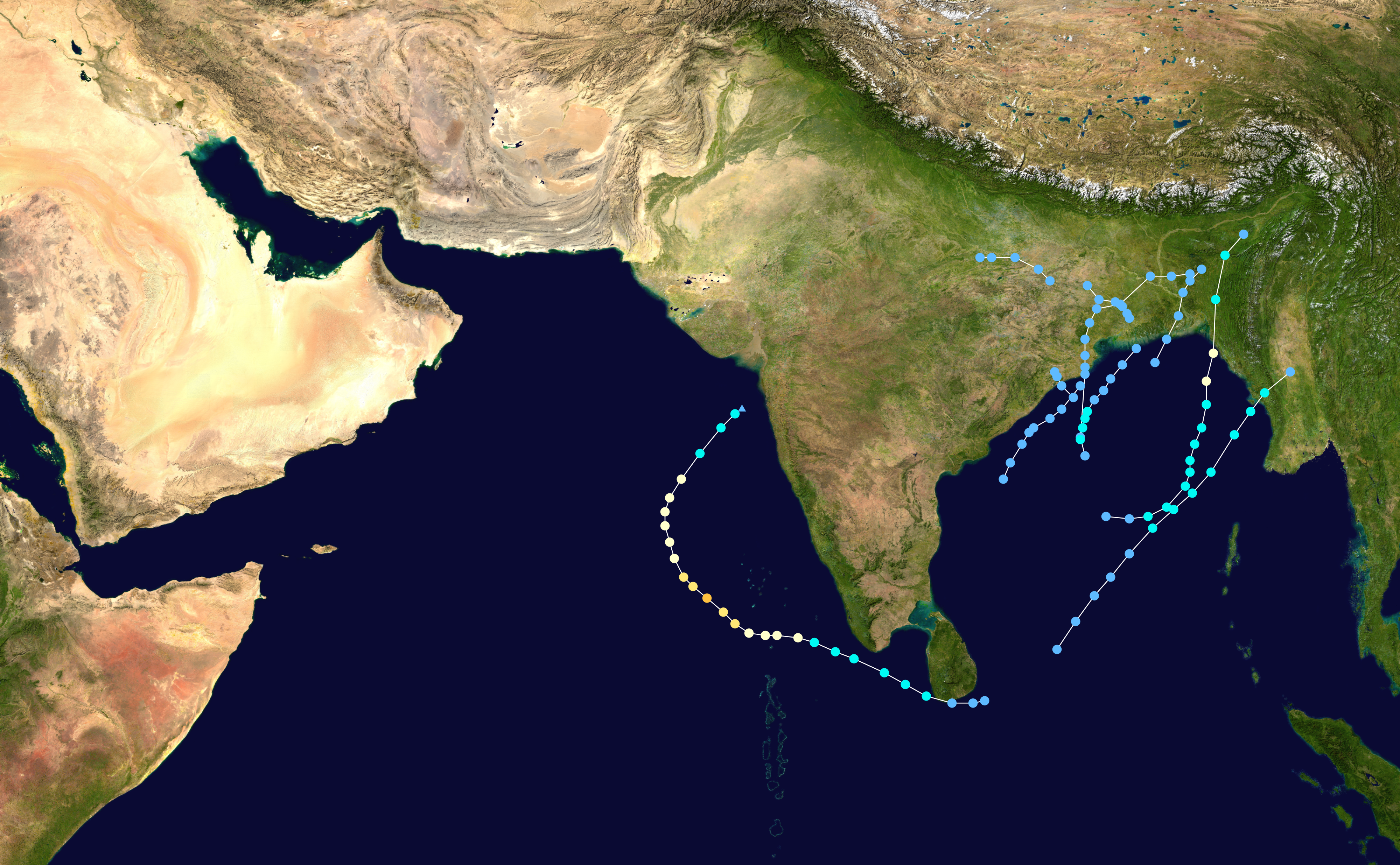
Mapa da temporada de ciclones do Oceano Índico Norte de 2017

## Sistemas

### Janeiro

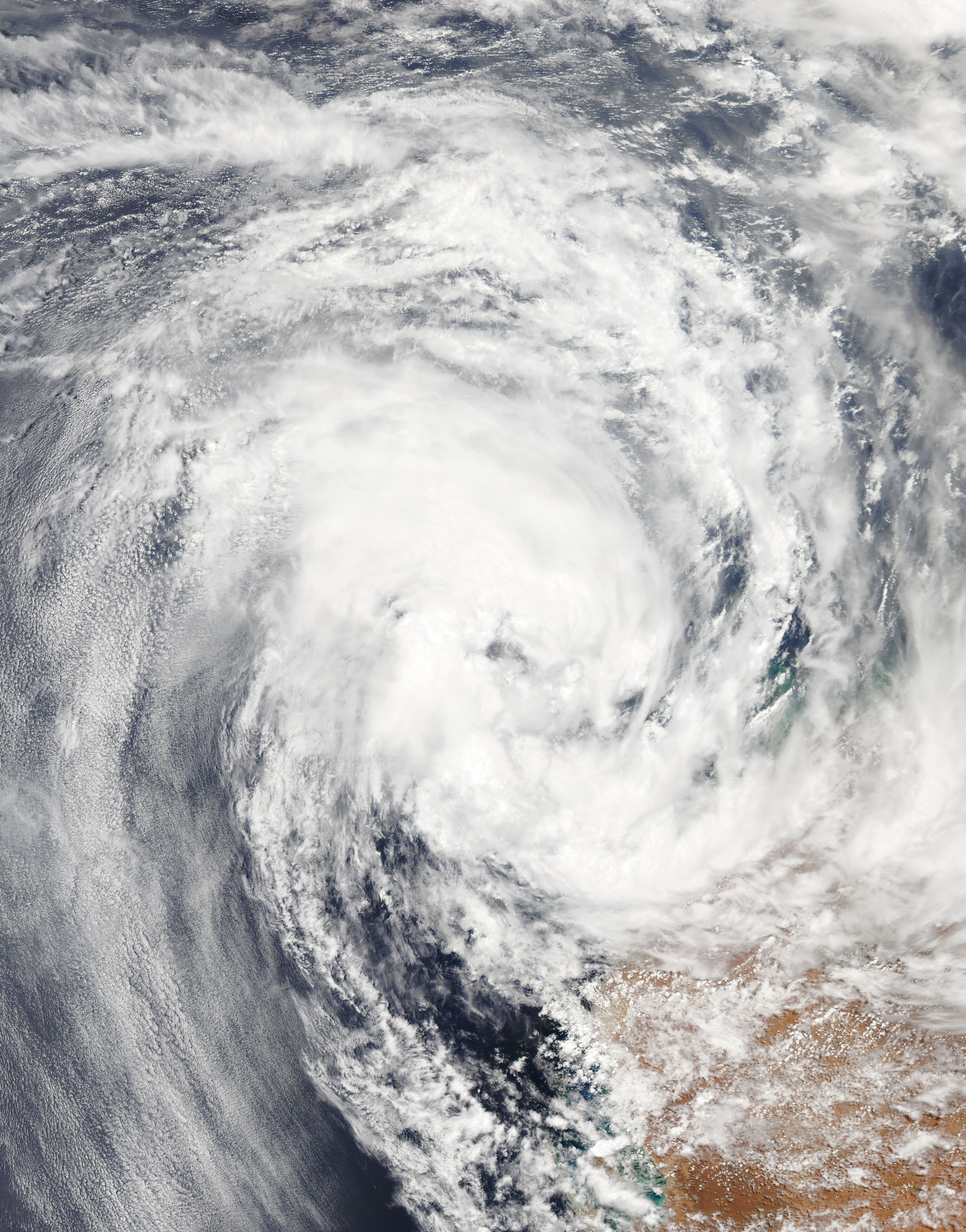
Baixa Tropical 14U

Em janeiro de 2017, 12 tempestades se formaram. Depressão Tropical 14U, o sistema mais forte em janeiro de 2017, afetou o Território do Norte e a Austrália Ocidental. Surpreendentemente, o 01W (Auring) foi formado em 7 de janeiro no Pacífico Oeste e durou até ao dia 16.
| Nome da tempestade | Datas ativas       | Vento máximo km/h (mph) | Pressão min.(mbar) | Áreas afetadas                           | Danos (USD) | Mortes | Refs          |
| ------------------ | ------------------ | ----------------------- | ------------------ | ---------------------------------------- | ----------- | ------ | ------------- |
| 06F                | 2 a 6 de janeiro   | Não especificado        | 1002               | Nenhum                                   | Nenhum      | Nenhum |               |
| 08U                | 3 a 7 de janeiro   | Não especificado        | 994                | Território do Norte, Austrália Ocidental | Nenhum      | Nenhum |               |
| 09U                | 3 a 15 de janeiro  | Não especificado        | 1003               | Ilhas Cocos (Keeling), Ilha Christmas    | Nenhum      | Nenhum |               |
| 10U                | 7 a 12 de janeiro  | Não especificado        | 1001               | Território do Norte                      | Nenhum      | Nenhum |               |
| 11U                | 7 a 8 de janeiro   | Não especificado        | 1000               | Queensland                               | Nenhum      | Nenhum |               |
| 01W (Aurindo)      | 7 a 16 de janeiro  | 55 (35)                 | 1002               | Filipinas, Vietnã, Camboja               | $ 140 mil   | 11     | [ 12 ] [ 13 ] |
| 07F                | 10 a 20 de janeiro | Não especificado        | 998                | Nenhum                                   | Nenhum      | Nenhum |               |
| 08F                | 10 a 11 de janeiro | Não especificado        | 1009               | Nenhum                                   | Nenhum      | Nenhum |               |
| 12U                | 18 a 19 de janeiro | Não especificado        | Não especificado   | Nenhum                                   | Nenhum      | Nenhum |               |
| 13U                | 21 a 25 de janeiro | Não especificado        | 1009               | Nenhum                                   | Nenhum      | Nenhum |               |
| 14U                | 23 a 31 de janeiro | 85 (50)                 | 988                | Território do Norte, Austrália Ocidental | Nenhum      | Nenhum |               |
| 03                 | 27 a 28 de janeiro | 55 (35)                 | 1005               | Nenhum                                   | Nenhum      | Nenhum |               |

### Fevereiro

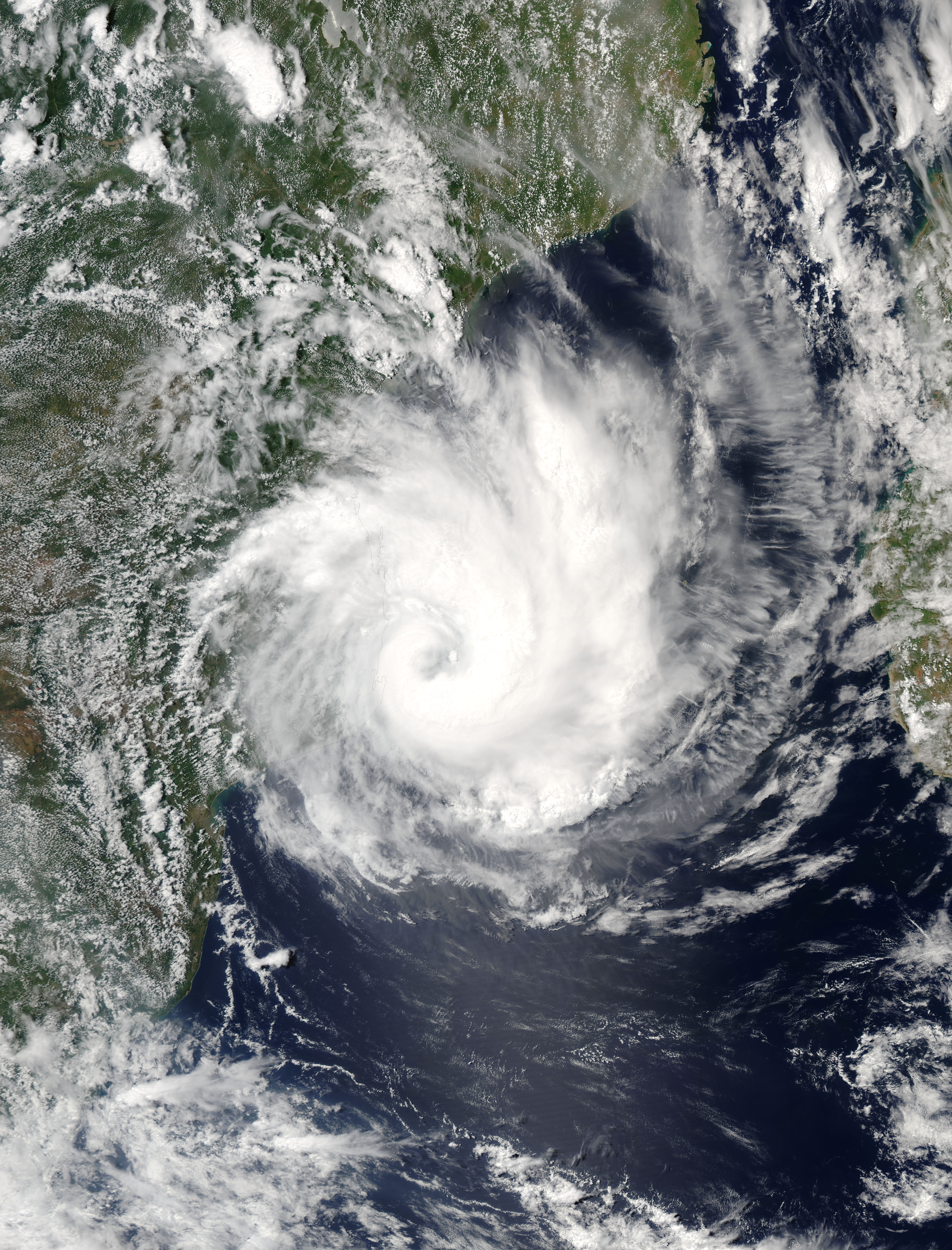
Ciclone Dineo

Em fevereiro, 16 sistemas se formaram. O ciclone Dineo, um dos ciclones tropicais mais mortíferos já registrados no Sudoeste do Oceano Índico e no Hemisfério Sul, atingiu Moçambique e durou de 13 de fevereiro a 17 do mesmo mês. No Pacífico Oeste, Bising se formou e durou de 3 a 7 deste mês.
| Nome da tempestade | Datas ativas       | Vento máximo km/h (mph) | Pressão min.(mbar) | Áreas afetadas                                        | Danos (USD)  | Mortes       | Refs                 |
| ------------------ | ------------------ | ----------------------- | ------------------ | ----------------------------------------------------- | ------------ | ------------ | -------------------- |
| Carlos             | 2 de fevereiro–10  | 130 (80)                | 965                | Nenhum                                                | Nenhum       | Nenhum       |                      |
| Bising             | 3 de fevereiro–7   | 55 (35)                 | 1000               | Nenhum                                                | Nenhum       | Nenhum       |                      |
| 09F                | 5 de fevereiro–11  | Não específicado        | 999                | Fiji                                                  | Nenhum       | Nenhum       |                      |
| 10F                | 7 de fevereiro–11  | Não específicado        | 993                | Fiji, Vanuatu                                         | Nenhum       | Nenhum       |                      |
| 15U                | 7 de fevereiro–11  | Não específicado        | 984                | Austrália Ocidental                                   | Desconhecido | 2            |                      |
| 16U                | 9 de fevereiro–10  | Não específicado        | Não específicado   | Nova Caledónia                                        | Nenhum       | Nenhum       |                      |
| 11F                | 9 de fevereiro–12  | Não específicado        | 1002               | Vanuatu, Fiji                                         | Nenhum       | Nenhum       |                      |
| 17U                | 11 de fevereiro–12 | Não específicado        | 1004               | Território do Norte                                   | Nenhum       | Nenhum       |                      |
| Dineo              | 13 de fevereiro–17 | 140 (85)                | 955                | Moçambique, África do Sul, Zimbabwe, Botswana, Malawi | $217 milhões | 280          | [ 14 ] [ 15 ] [ 16 ] |
| 12F                | 15 de fevereiro–24 | Não específicado        | 1002               | Fiji                                                  | Nenhum       | Nenhum       |                      |
| 13F                | 15 de fevereiro–18 | Não específicado        | 998                | Nenhum                                                | Nenhum       | Nenhum       |                      |
| 14F                | 16 de fevereiro–22 | 55 (35)                 | 997                | Fiji                                                  | Nenhum       | Nenhum       |                      |
| 18U                | 16 de fevereiro–22 | Não específicado        | Não específicado   | Nenhum                                                | Nenhum       | Nenhum       |                      |
| Alfred             | 16 de fevereiro–22 | 85 (50)                 | 994                | Território do Norte, Queensland                       | Desconhecido | Desconhecido |                      |
| Bart               | 19 de fevereiro–22 | 75 (45)                 | 994                | Ilhas Cook do Sul                                     | Nenhum       | Nenhum       |                      |
| 16F                | 23 de fevereiro–26 | Não específicado        | 1005               | Nenhum                                                | Nenhum       | Nenhum       |                      |

### Março

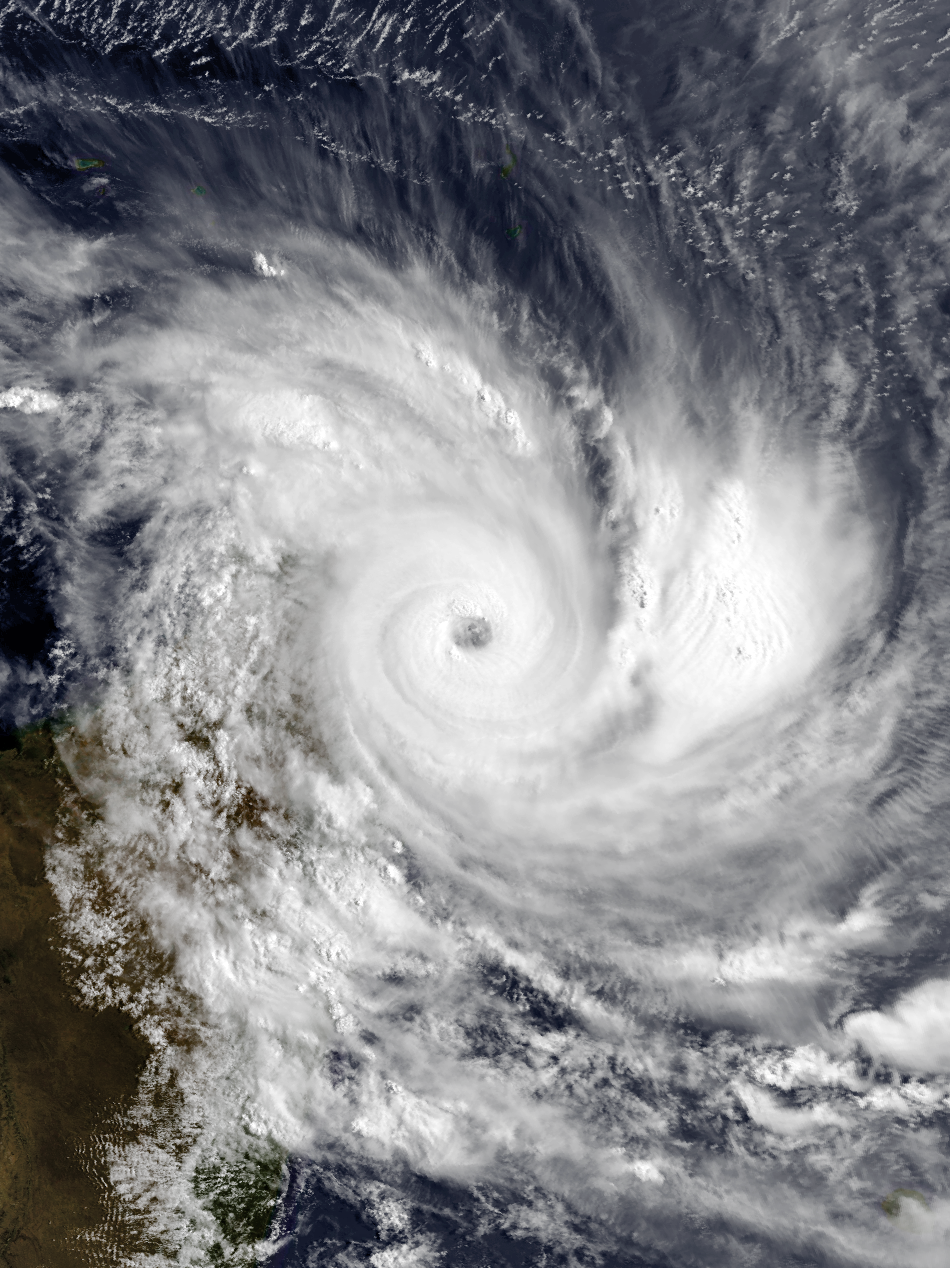
Ciclone Enawo

Em março, 11 tempestades se formaram. O ciclone Enawo foi o ciclone mais forte a atingir Madagáscar desde Gafilo em 2004.
| Nome da tempestade | Datas ativas     | Vento máximo km/h (mph) | Pressão min.(mbar) | Áreas afetadas                               | Danos (USD)          | Mortes | Refs                 |
| ------------------ | ---------------- | ----------------------- | ------------------ | -------------------------------------------- | -------------------- | ------ | -------------------- |
| Blanche            | 2 a 7 de março   | 100 (65)                | 984                | Território do Norte, Austrália Ocidental     | Nenhum               | Nenhum |                      |
| Enawo              | 2 a 7 de março   | 205 (125)               | 932                | Madagáscar, Reunião                          | US$ 20 milhões       | 99     | [ 17 ] [ 18 ] [ 16 ] |
| 17F                | 4 a 5 de março   | Não especificado        | 1006               | Nenhum                                       | Nenhum               | Nenhum |                      |
| Fernando           | 6 a 14 de março  | 70 (45)                 | 992                | Rodrigues                                    | Nenhum               | Nenhum |                      |
| 21U                | 14 a 18 de março | Não especificado        | Não especificado   | Nenhum                                       | Nenhum               | Nenhum |                      |
| DT                 | 19 a 21 de março | Não especificado        | 1008               | Filipinas                                    | Nenhum               | Nenhum |                      |
| 18F                | 19 a 21 de março | Não especificado        | 1007               | Nenhum                                       | Nenhum               | Nenhum |                      |
| 22U                | 20 a 24 de março | 95 (60)                 | 985                | Austrália Ocidental                          | Nenhum               | Nenhum |                      |
| Caleb              | 23 a 27 de março | 85 (50)                 | 989                | Ilhas Cocos (Keeling)                        | Nenhum               | Nenhum |                      |
| Debbie             | 23 a 30 de março | 175 (110)               | 949                | Queensland, Nova Gales do Sul, Nova Zelândia | US$ 2,67 mil milhões | 14     | [ 19 ] [ 20 ]        |
| 25U                | 23 a 26 de março | Não especificado        | Não especificado   | Nenhum                                       | Nenhum               | Nenhum |                      |

### Abril

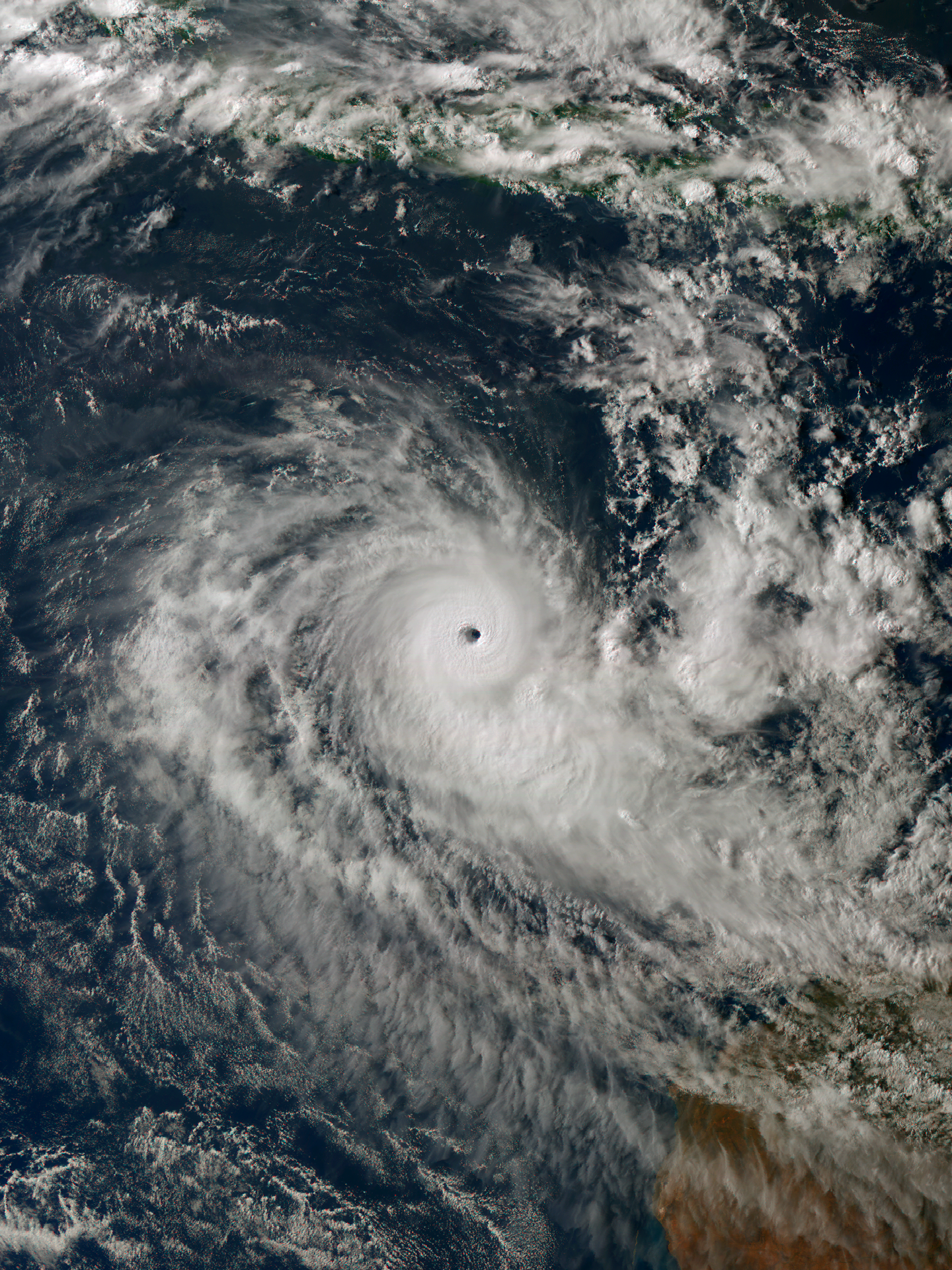
Ciclone Ernie

Em abril formaram-se 10 tempestades. Uma tempestade notável foi o Ciclone Ernie na região australiana, é um dos ciclones tropicais de fortalecimento mais rápido no registo moderno. A crising também formou e afetou as Filipinas em sua vida útil.
| Nome da tempestade | Datas ativas            | Vento máximo km/h (mph) | Pressão min.(mbar) | Áreas afetadas                                                      | Danos (USD)    | Mortes | Refs                 |
| ------------------ | ----------------------- | ----------------------- | ------------------ | ------------------------------------------------------------------- | -------------- | ------ | -------------------- |
| 19F                | 1 a 20 de abril         | Não especificado        | 988                | Samoa, Niue                                                         | Nenhum         | Nenhum |                      |
| Ernie              | 5 a 10 de abril         | 220 (140)               | 922                | Nenhum                                                              | Nenhum         | Nenhum |                      |
| 27U                | 6 a 16 de abril         | 55 (35)                 | 998                | Território do Norte, Austrália Ocidental                            | Nenhum         | Nenhum |                      |
| Cook               | 6 a 10 de abril         | 155 (100)               | 961                | Vanuatu, Nova Caledónia, Nova Zelândia                              | Moderado       | 1      | [ 21 ]               |
| 02W (Crising)      | 13 a 20 de abril        | 55 (35)                 | 1006               | Filipinas, Taiwan                                                   | US$ 1,7 milhão | 10     | [ 22 ] [ 23 ]        |
| Maarutha           | 15 a 17 de abril        | 75 (45)3                | 996                | Myanmar, Ilhas Andaman e Nicobar, Tailândia, Iunã                   | US$ 23,4 mil   | 4      | [ 24 ] [ 25 ] [ 26 ] |
| Arlene             | 19 a 21 de abril        | 85 (50)4                | 990                | Nenhum                                                              | Nenhum         | Nenhum |                      |
| Frances            | 21 de abril a 1 de maio | 120 (75)                | 980                | Nova Guiné, Maluku, Território do Norte, Timor, Austrália Ocidental | Nenhum         | Nenhum |                      |
| Muifa (Dante)      | 22 a 29 de abril        | 65 (40)                 | 1002               | Nenhum                                                              | Nenhum         | Nenhum |                      |
| Greg               | 29 de abril a 3 de maio | 65 (40)                 | 997                | Nenhum                                                              | Nenhum         | Nenhum |                      |

### Maio

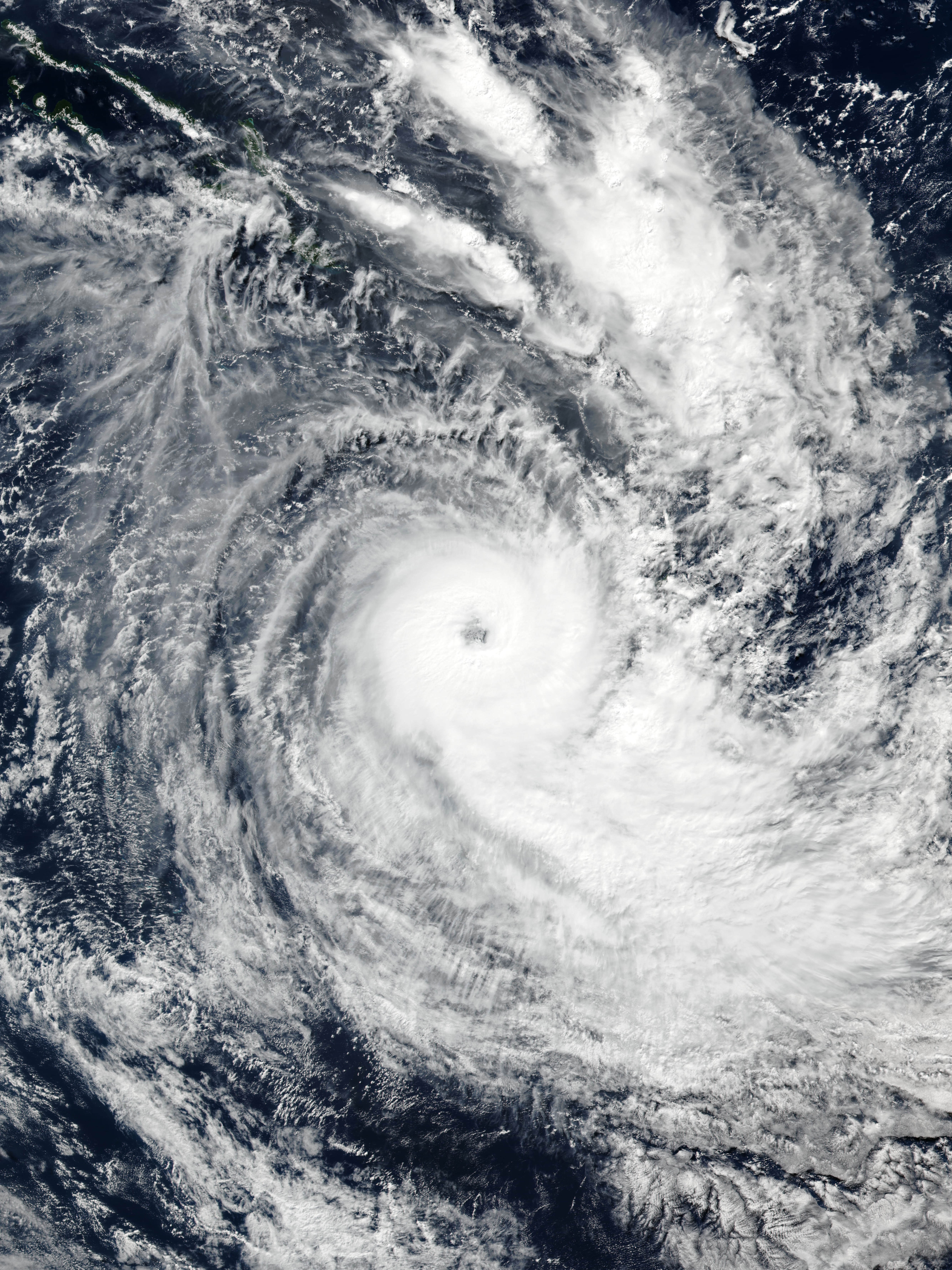
Ciclone Donna

Em maio formaram-se 5 sistemas. A Tempestade Tropical Adrian, a formação mais antiga conhecida de uma tempestade nomeada no leste do Pacífico propriamente dito, formou-se em 9 de maio e durou até 10 deste mês. O Ciclone Donna também se formou, que é o ciclone fora de temporada mais forte do Pacífico Sul no mês de maio.
| Nome da tempestade | Datas ativas            | Vento máximo km/h (mph) | Pressão min.(mbar) | Áreas afetadas                                                                                            | Danos (USD)         | Mortes | Refs                        |
| ------------------ | ----------------------- | ----------------------- | ------------------ | --- | ------------------- | ------ | --------------------------- |
| Donna              | 1 a 10 de maio          | 205 (125)               | 935                | Ilhas Salomão, Vanuatu, Fiji, Nova Caledónia, Nova Zelândia                                               | Significativo       | 2      | [ 27 ]                      |
| Ella               | 7 a 14 de maio          | 110 (70)                | 977                | Ilhas Samoa, Tonga, Wallis e Futuna                                                                       | Nenhum              | Nenhum |                             |
| Adrian             | 9 a 10 de maio          | 75 (45)4                | 1004               | Nenhum | Nenhum              | Nenhum |                             |
| Mora               | 28 a 31 de maio         | 110 (70)3               | 978                | Sri Lanka, Ilhas Andaman e Nicobar, Leste da Índia, Nordeste da Índia, Bangladesh, Mianmar, Butão, Tibete | US$ 1,36 mil milhão | 135    | [ 28 ] [ 29 ] [ 30 ] [ 31 ] |
| Beatriz            | 31 de maio a 2 de junho | 75 (45)4                | 1001               | Sudoeste do México                                                                                        | US$ 3,7 milhões     | 7      |                             |

### Junho

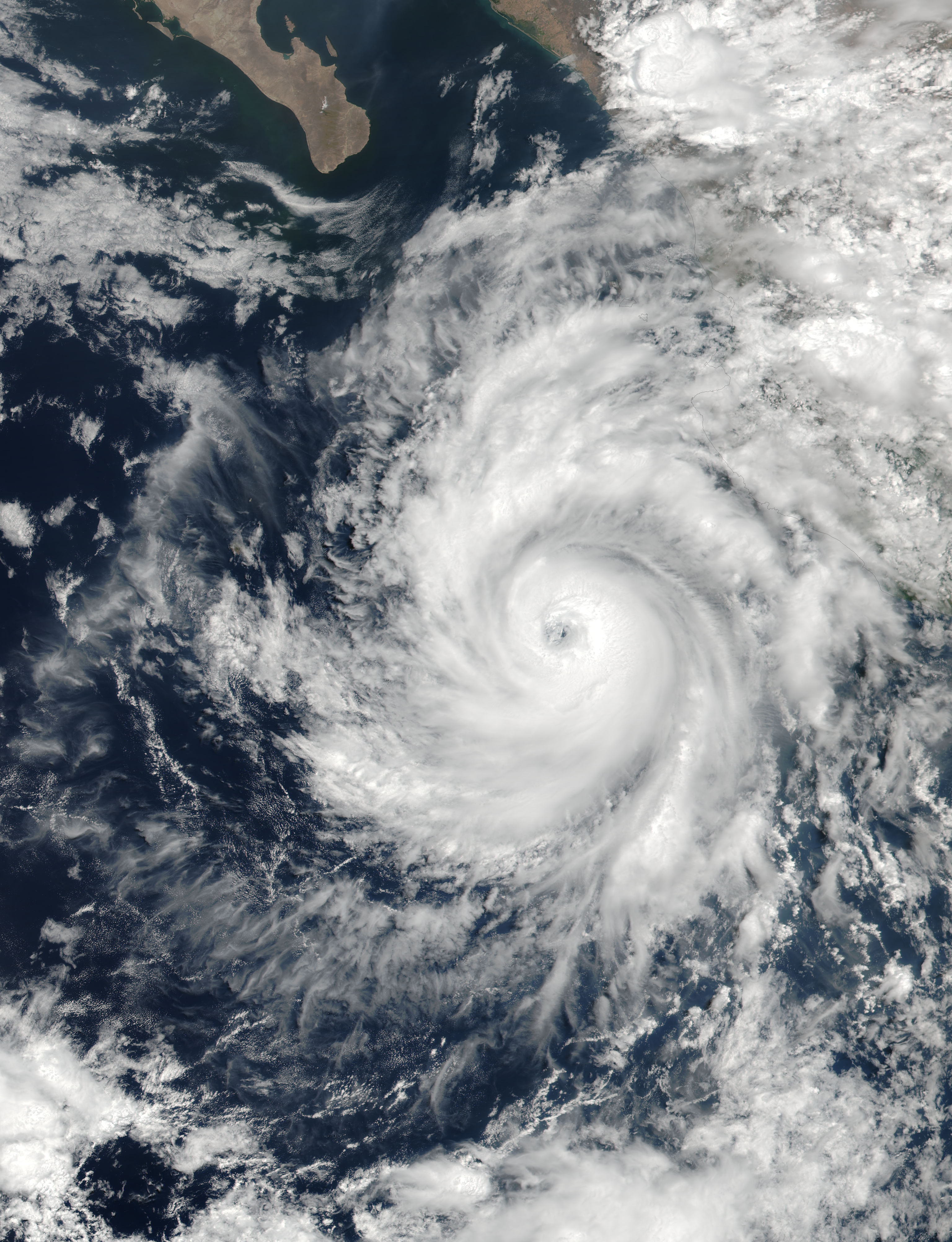
Furacão Dora

Em junho formaram-se 7 sistemas. Nesta lista está a Tempestade tropical Bret, uma tempestade tropical de uma onda tropical de baixa latitude que afetou Trindade e Tobago, Guiana, Venezuela e Ilhas de Barlavento e o Furacão Dora (2017), que afetou o sudoeste do México. Também está incluído a Tempestade Tropical Severa Merbok do Oceano Pacífico Ocidental.
| Nome da tempestade | Datas ativas             | Vento máximo km/h (mph) | Pressão min.(mbar) | Áreas afetadas                                                                                              | Danos (USD)      | Mortes | Refs   |
| ------------------ | ------------------------ | ----------------------- | ------------------ | --- | ---------------- | ------ | ------ |
| Merbok             | 10 a 13 de junho         | 100 (65)                | 985                | Filipinas, Sul da China                                                                                     | US$ 90,8 milhões | Nenhum |        |
| Calvin             | 11 a 13 de junho         | 75 (45)4                | 1004               | Sudoeste do México, Guatemala                                                                               | Desconhecido     | Nenhum |        |
| BOB 03             | 11 a 13 de junho         | 55 (35)3                | 988                | Nordeste da Índia, Bangladesh                                                                               | US$ 223 milhões  | 170    | [ 32 ] |
| Bret               | 19 a 20 de junho         | 85 (50)3                | 1007               | Guiana, Venezuela, Trinidad e Tobago, Ilhas de Barlavento                                                   | ≥$3 milhões      | 2      |        |
| Cindy              | 20 a 23 de junho         | 95 (60)4                | 991                | Honduras, Belize, Ilhas Cayman, Península de Iucatã, Cuba, Sul dos Estados Unidos, Leste dos Estados Unidos | US$ 25 milhões   | 2      | [ 33 ] |
| Dora               | 25 a 28 de junho         | 165 (105)4              | 974                | Sudoeste do México                                                                                          | Mínimo           | Nenhum |        |
| TD                 | 29 de junho a 1 de julho | Não especificado        | 1008               | Japão | Nenhum           | Nenhum |        |

### Julho

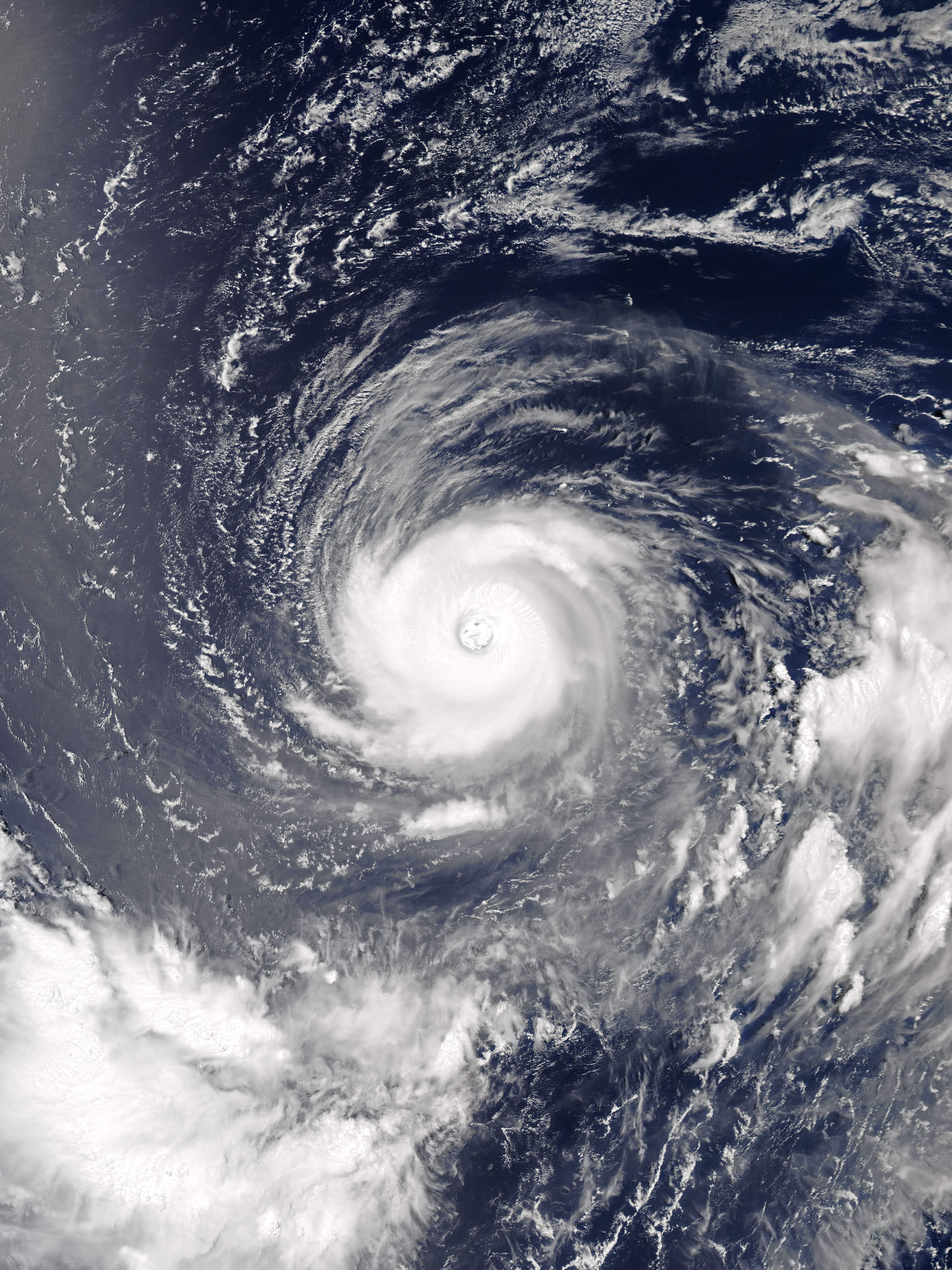
Tufão Noru

Em julho formaram-se 23 sistemas, tornando-o o mês mais movimentado deste ano. No Pacífico Ocidental, a Tempestade tropical Nanmadol, Tempestade tropical Talas, Tufão Noru, a Tempestade Tropical Kulap, a Tempestade Tropical Sonca, a Tempestade Tropical Roke (Fabian), o tufão Nesat, a Tempestade Tropical Haitang (Huaning) e a Tempestade Tropical Nalgae se formaram. No Pacífico Leste, os furacões Eugene, Fernanda, Hilary e Irwin, uma depressão e a Tempestade Tropical Greg se formaram. No Atlântico, a Tempestade Tropical Don, a Tempestade Tropical Emily e uma depressão fraca se formaram. No norte do Oceano Índico, duas depressões se formaram.
| Nome da tempestade | Datas ativas           | Vento máximo km/h (mph) | Pressão min.(mbar) | Áreas afetadas                                     | Danos (USD)   | Mortes | Refs                        |
| ------------------ | ---------------------- | ----------------------- | ------------------ | -------------------------------------------------- | ------------- | ------ | --------------------------- |
| Nanmadol (Emong)   | 1 de julho–4           | 100 (65)                | 985                | Japão                                              | $1.99 bilhões | 41     | [ 34 ] [ 35 ] [ 36 ] [ 37 ] |
| TD                 | 4 de julho–7           | 55 (35)                 | 1010               | Taiwan, Ilhas Ryukyu                               | Nenhum        | Nenhum |                             |
| Quatro             | 5 de julho–7           | 45 (30)4                | 1009               | Nenhum                                             | Nenhum        | Nenhum |                             |
| Eugene             | 7 de julho–12          | 185 (115)4              | 966                | Península da Baixa Califórnia, California          | Nenhum        | Nenhum |                             |
| Fernanda           | 12 de julho–22         | 230 (145)4              | 948                | Havai                                              | Nenhum        | Nenhum |                             |
| TD                 | 13 de julho–16         | 55 (35)                 | 1006               | Nenhum                                             | Nenhum        | Nenhum |                             |
| Talas              | 14 de julho–17         | 95 (60)                 | 985                | Hainan, Indochina                                  | $80.1 milhões | 14     | [ 38 ] [ 39 ]               |
| Don                | 17 de julho–18         | 85 (50)4                | 1005               | Ilhas de Barlavento, Barbados, Trinidad and Tobago | Nenhum        | Nenhum |                             |
| Oito-E             | 17 de julho–20         | 55 (35)4                | 1007               | Nenhum                                             | Nenhum        | Nenhum |                             |
| Greg               | 17 de julho–26         | 95 (60)4                | 1000               | Nenhum                                             | Nenhum        | Nenhum |                             |
| BOB 04             | 18 de julho–19         | 45 (30)3                | 992                | Orissa, Madhya Pradesh, Chhattisgarh               | $34.3 milhões | 7      | [ 40 ]                      |
| Noru               | 19 de julho – agosto 8 | 175 (110)               | 935                | Japão                                              | $100 milhões  | 2      | [ 41 ] [ 42 ]               |
| Kulap              | 20 de julho–28         | 75 (45)                 | 1002               | Nenhum                                             | Nenhum        | Nenhum |                             |
| Hilary             | 21 de julho–30         | 175 (110)4              | 969                | Southwestern Mexico                                | Nenhum        | Nenhum |                             |
| Sonca              | 21 de julho–29         | 65 (40)                 | 994                | Hainão, Indochina                                  | $306 milhões  | 37     | [ 43 ] [ 44 ] [ 45 ]        |
| Roke (Fabian)      | 21 de julho–23         | 65 (40)                 | 1002               | Filipinas, Taiwan, China meridional                | Nenhum        | Nenhum |                             |
| Irwin              | 22 de julho – agosto 1 | 150 (90)4               | 970                | Nenhum                                             | Nenhum        | Nenhum |                             |
| Nesat (Gorio)      | 25 de julho–30         | 150 (90)                | 960                | Filipinas, Ilhas Ryukyu, Taiwan, China Oriental    | $281 milhões  | 3      | [ 46 ]                      |
| TD                 | 25 de julho–29         | 55 (35)                 | 1006               | Nenhum                                             | Nenhum        | Nenhum |                             |
| LAND 01            | 26 de julho–27         | 45 (30)3                | 992                | West Bengal, Jharkhand, Madia Pradexe              | $2.19 bilhões | 152    | [ 47 ] [ 48 ]               |
| Haitang (Huaning)  | 27 de julho – agosto 2 | 85 (50)                 | 985                | Taiwan, China Oriental                             | $3.77 milhões | Nenhum |                             |
| Emily              | 30 de julho – agosto 1 | 95 (60)4                | 1001               | Flórida                                            | $10 milhões   | Nenhum | [ 49 ]                      |
| Nalgae             | 31 de julho – agosto 5 | 85 (50)                 | 990                | Nenhum                                             | Nenhum        | Nenhum |                             |

### Agosto

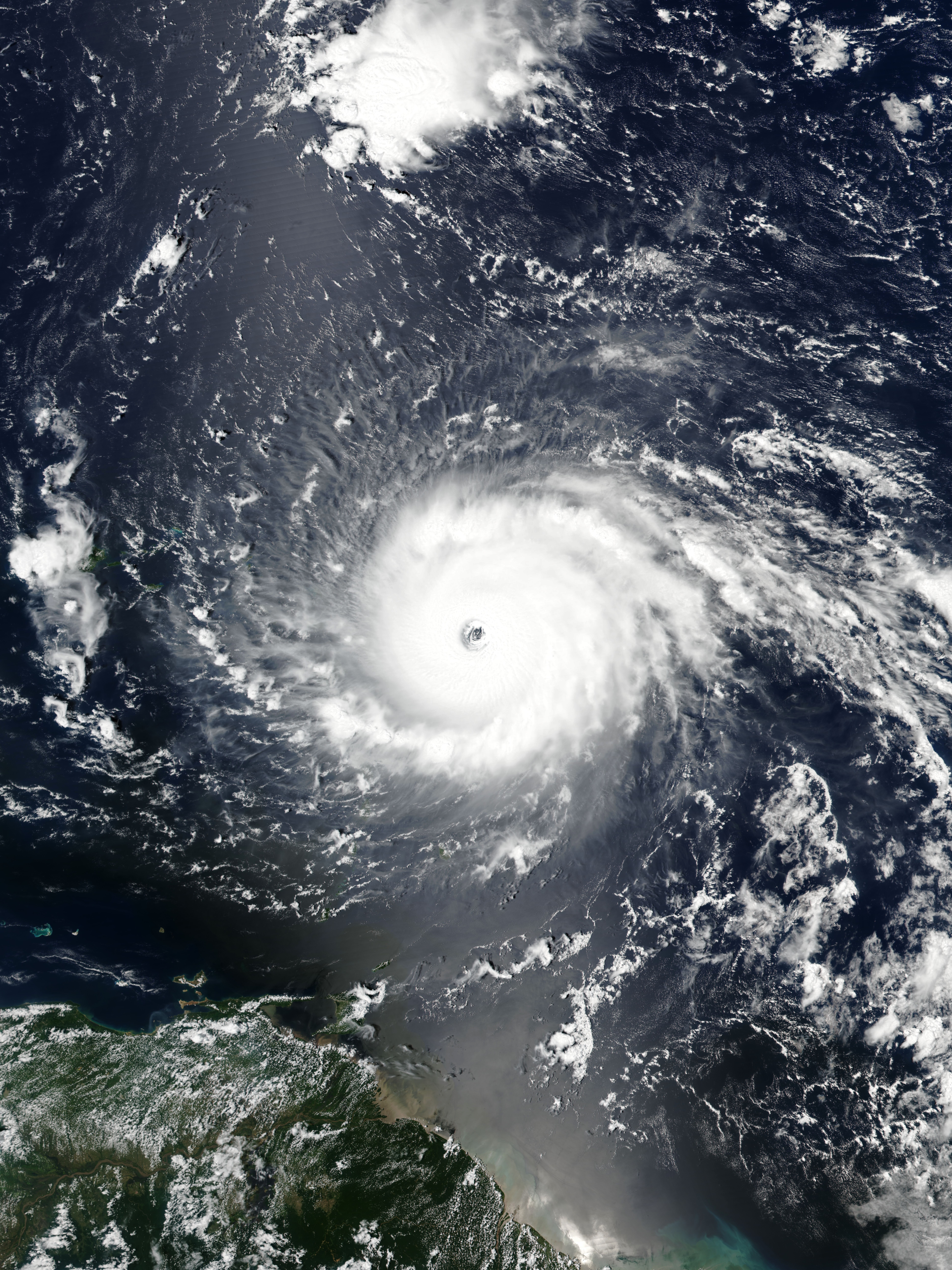
Furacão Irma

Em agosto formaram-se 15 tempestades. O Tufão Banyan, o Tufão Hato, a  Tempestade Tropical Pakhar, o Tufão Sanvu e a Tempestade Tropical Severa Mawar se formaram no Pacífico Ocidental. No Atlântico, o Furacão Franklin, o  Furacão Gert, o Furacão Harvey e o Furacão Irma se formaram. No Pacífico Leste, uma depressão fraca, a Tempestade Tropical Jova, o Furacão Kenneth e outra tempestade tropical, a Tempestade Tropical Lidia se formaram.
| Nome da tempestade | Datas ativas               | Vento máximo km/h (mph) | Pressão min.(mbar) | Áreas afetadas | Danos (USD)    | Mortes | Refs |
| ------------------ | -------------------------- | ----------------------- | ------------------ | --- | -------------- | ------ | ---- |
| Onze-E             | 4 de agosto–5              | 55 (35)4                | 1006               | Nenhum | Nenhum         | Nenhum |      |
| Franklin           | 7 de agosto–10             | 140 (85)4               | 981                | Nicarágua, Honduras, Guatemala, Ilhas Cayman, Belize, Península de Iucatã, Centro do Mexico | $15 milhões    | Nenhum |      |
| 01U                | 8 de agosto                | 35 (25)                 | 1005               | Nenhum | Nenhum         | Nenhum |      |
| Banyan             | 10 de agosto–17            | 150 (90)                | 955                | Nenhum | Nenhum         | Nenhum |      |
| Jova               | 12 de agosto–14            | 65 (40)4                | 1003               | Western Mexico | Nenhum         | Nenhum |      |
| Gert               | 12 de agosto–17            | 175 (110)4              | 962                | Bermudas, Costa Leste dos Estados Unidos, Províncias atlânticas do Canadá | Nenhum         | 2      |      |
| Harvey             | 17 de agosto – setembro 1  | 215 (130)4              | 937                | Barbados, Suriname, Guyana, Ilhas de Barlavento, Jamaica, Ilhas Cayman, Nicarágua, Belize, Península de Iucatã, Noroeste do México, Sudoeste dos Estados Unidos (Texas, Luisiana), Leste dos Estados Unidos                                      | $125 bilhões   | 107    |      |
| Kenneth            | 18 de agosto – agosto 23   | 215 (130)               | 951                | Nenhum | Nenhum         | Nenhum |      |
| Hato (Isang)       | 19 de agosto–24            | 140 (85)                | 965                | Filipinas, Taiwan, China meridional, Vietnam | $6.4 bilhões   | 24     |      |
| Pakhar (Jolina)    | 24 de agosto–27            | 100 (65)                | 985                | Filipinas, China meridional, Vietname, Tailândia | $115 milhões   | 13     |      |
| TD                 | 25 de agosto–26            | Não específicado        | 1002               | Vietnam | Nenhum         | Nenhum |      |
| Sanvu              | 27 de agosto – setembro 3  | 150 (90)                | 955                | Ilhas Marianas, Ilhas Ogasawara | Desconhecido   | 1      |      |
| TD                 | 28 de agosto–29            | 55 (35)                 | 1002               | Filipinas | Desconhecido   | Nenhum |      |
| Mawar              | 30 de agosto – setembro 4  | 95 (60)                 | 990                | Filipinas, China meridional | $1.53 milhões  | Nenhum |      |
| Irma               | 30 de agosto – setembro 12 | 285 (180)4              | 914                | Cabo Verde, Ilhas de Sotavento (Barbuda, Saint Martin, Saint Barthélemy, Ilhas Virgens Americanas), Porto Rico, Hispaniola, Turks e Caicos, Bahamas, Cuba, Sudoeste dos Estados Unidos (Flórida and Geórgia), Região Nordeste dos Estados Unidos | $64.76 bilhões | 134    |      |
| Lidia              | 31 de agosto – setembro 3  | 100 (65)4               | 986                | Western Mexico, Península da Baixa Califórnia, Arizona, California | $36.1 milhões  | 20     |      |

### Setembro

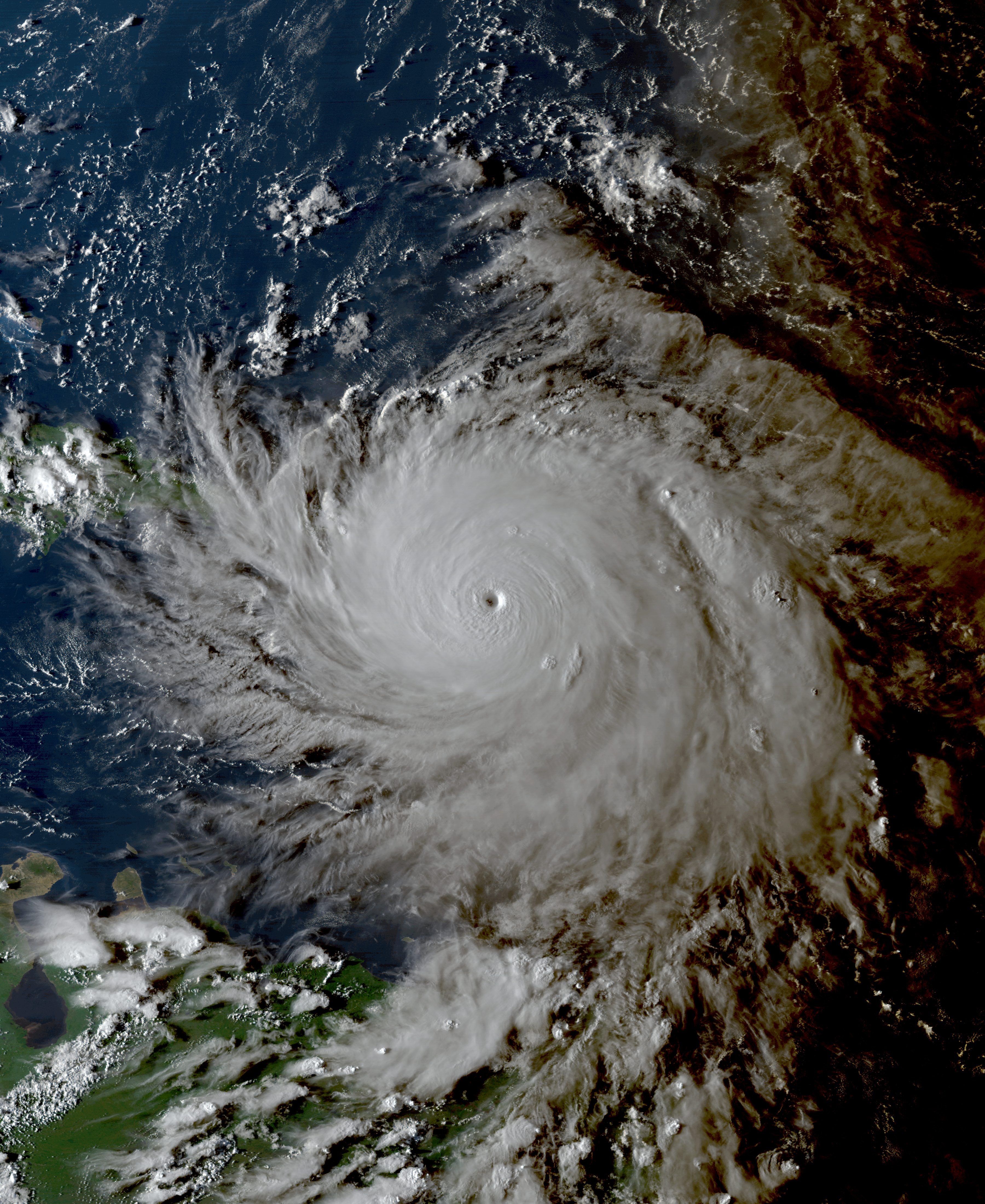
Furacão Maria

Em setembro formaram-se 12 ciclones. No Pacífico Ocidental, formaram-se os tufões Talim e Doksuri, bem como a Tempestade Tropical Guchol e a Depressão Tropical 22W (Nando). No Pacífico Oriental, os furacões Otis, Max, Norma e a Tempestade Tropical Pilar existiram em setembro. O ciclone mais forte de setembro foi o Furacão Maria, que foi o segundo furacão de categoria 5 a atingir o Atlântico em 2017. Os furacões Jose, Katia e Lee também existiram no Atlântico.
Talim (Lannie)
| Nome da tempestade | Datas ativas        | Vento máximo km/h (mph) | Pressão min.(mbar)                            | Áreas afetadas | Danos (USD)            | Mortes | Refs |
| ------------------ | ------------------- | ----------------------- | --------------------------------------------- | --- | ---------------------- | ------ | ---- |
| Guchol (Kiko)      | 3 a 7 de setembro   | 65 (40)                 | 1000                                          | Filipinas, Taiwan, Leste da China | Nenhum                 | Nenhum |      |
| Jose               | 5 a 22 de setembro  | 250 (155)               | 938                                           | Ilhas de Sotavento, Costa Leste dos Estados Unidos | US$ 2,84 milhões       | 0 (1)  |      |
| Katia              | 5 a 9 de setembro   | 165 (105)               | 972                                           | Leste do México | US$ 3,26 milhões       | 3 (0)  |      |
| 8 a 17 de setembro | 175 (110)           | 935                     | Ilhas Marianas, Taiwan, Leste da China, Japão | US$ 750 milhões | 5                      |        |      |
| Doksuri (Maring)   | 10 a 16 de setembro | 150 (90)                | 955                                           | Filipinas, Hainan, Indochina, Bangladesh | US$ 819 milhões        | 45     |      |
| Otis               | 11 a 19 de setembro | 185 (115)               | 965                                           | Nenhum | Nenhum                 | Nenhum |      |
| Max                | 13 a 15 de setembro | 150 (90)                | 980                                           | Sul do México | US$ 19,8 milhões       | 1      |      |
| Norma              | 14 a 20 de setembro | 120 (75)                | 985                                           | Península da Baixa Califórnia | Nenhum                 | Nenhum |      |
| Lee                | 14 a 30 de setembro | 185 (115)               | 962                                           | Nenhum | Nenhum                 | Nenhum |      |
| Maria              | 16 a 30 de setembro | 280 (175)               | 908                                           | Pequenas Antilhas ( Ilhas Virgens Britânicas, Dominica, Guadalupe, Martinica, Saint Croix ), Porto Rico, Hispaniola, Turks and Caicos, Bahamas, Sudeste dos Estados Unidos, Mid-Atlantic States, Reino Unido, Irlanda, França, Espanha | US$ 91,606 mil milhões | 3.057  |      |
| 22W (Nando)        | 23 a 25 de setembro | 55 (35)                 | 1002                                          | Filipinas, Sul da China, Vietnã | Mínimo                 | Nenhum |      |
| Pilar              | 23 a 25 de setembro | 85 (50)                 | 1000                                          | Oeste do México | Mínimo                 | Nenhum |      |

### Outubro

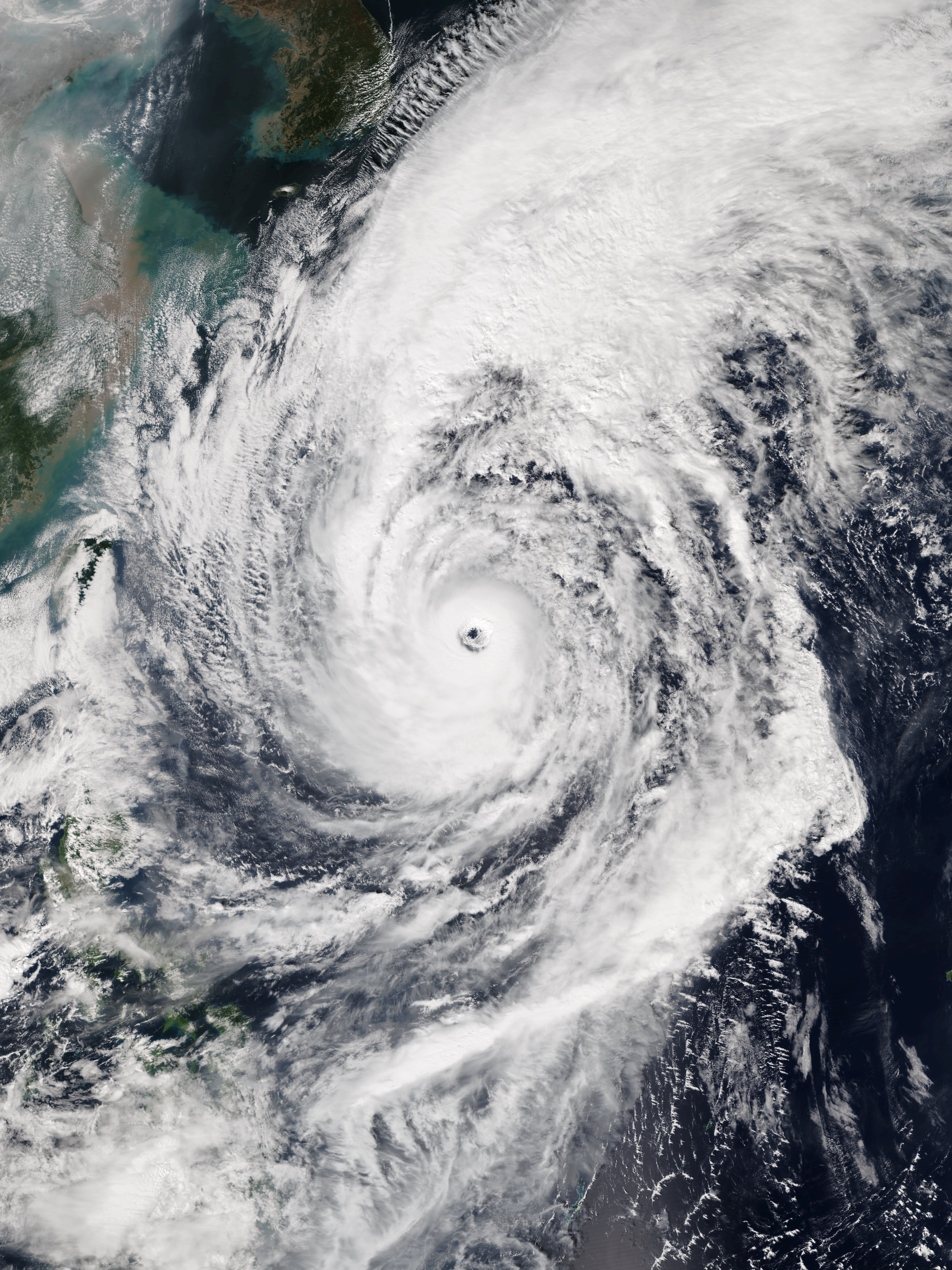
Tufão Lan

Em outubro formaram-se 14 ciclones. O ciclone tropical mais forte neste mês foi o Tufão Lan, que foi o terceiro ciclone tropical mais intenso com base na pressão central. Junto com Lan, a Depressão Tropical 23W, Depressões Tropicais 26W e 29W, Tempestade Tropical Saola, Tufões Khanun e Damrey existiam no Pacífico Ocidental. No Atlântico, os furacões Nate, Ophelia e a Tempestade Tropical Philippe existiram durante o mês. No Pacífico Oriental, as tempestades tropicais Ramon e Selma se formaram durante o mês. No norte do Oceano Índico, a Depressão Terrestre 02 e a Depressão BOB 05 formaram-se durante o mês.
| Nome da tempestade     | Datas ativas                  | Vento máximo km/h (mph) | Pressão min.(mbar) | Áreas afetadas | Danos (USD)         | Mortes | Refs |
| ---------------------- | ----------------------------- | ----------------------- | ------------------ | --- | ------------------- | ------ | ---- |
| Ramon                  | 3 a 4 de outubro              | 75 (45)                 | 1002               | Sul do México | Nenhum              | Nenhum |      |
| Nate                   | 4 a 9 de outubro              | 150 (90)                | 981                | América Central, Ilhas Cayman, Cuba, Península de Yucatán, Costa do Golfo dos Estados Unidos ( Louisiana, Mississippi, Alabama ), Costa Leste dos Estados Unidos, Canadá Atlântico | US$ 787 milhões     | 48     |      |
| 23W                    | 7 a 10 de outubro             | 45 (35)                 | 1000               | Filipinas, Hainan, Indochina | US$ 602 milhões     | 109    |      |
| Depressão Terrestre 02 | 9 a 10 de outubro             | 45 (35)                 | 996                | Bangladesh, Bengala Ocidental, Jarcanda, Orissa, Andra Pradexe | Desconhecido        | 7      |      |
| Ophelia                | 9 a 16 de outubro             | 185 (115)               | 959                | Açores, Portugal, Espanha, França, Irlanda, Reino Unido, Noruega, Suécia, Finlândia, Estônia e Rússia                                                                              | > US$ 87,7 milhões  | 3      |      |
| Khanun (Odette)        | 11 a 16 de outubro            | 175 (110)               | 955                | Filipinas, Taiwan, China meridional, Vietnã | US$ 373 milhões     | 1      |      |
| Lan (Paulo)            | 15 a 23 de outubro            | 250 (155)               | 915                | Ilhas Carolinas, Filipinas, Japão, Coreia do Sul | US$ 2 mil milhões   | 17     |      |
| 26W                    | 18 a 19 de outubro            | 45 (30)                 | 1002               | Filipinas | Mínimo              | 14     |      |
| BOB 05                 | 19 a 22 de outubro            | 45 (30)                 | 997                | Orissa, Bengala Ocidental, Nordeste da Índia, Bangladesh | Desconhecido        | 1      |      |
| Saola (Quedan)         | 22 a 29 de outubro            | 120 (75)                | 975                | Ilhas Carolinas, Japão | US$ 250 milhões     | Nenhum |      |
| Saola (Quedan)         | 27 a 28 de outubro            | 65 (40)                 | 1004               | El Salvador, Honduras, Nicarágua | Desconhecido        | 17     |      |
| Philippe               | 28 a 29 de outubro            | 65 (40)                 | 1000               | América Central, Ilhas Cayman, Península de Iucatã, Cuba, Flórida | Menor               | Nenhum |      |
| 29W                    | 30 de outubro a 7 de novembro | 55 (35)                 | 1004               | Vietnã, Camboja, Tailândia, Malásia | Mínimo              | 7      |      |
| Damrey (Ramil)         | 31 de outubro a 4 de novembro | 165 (105)               | 970                | Filipinas, Vietnã, Camboja, Tailândia | US$ 1,03 mil milhão | 151    |      |

### Novembro

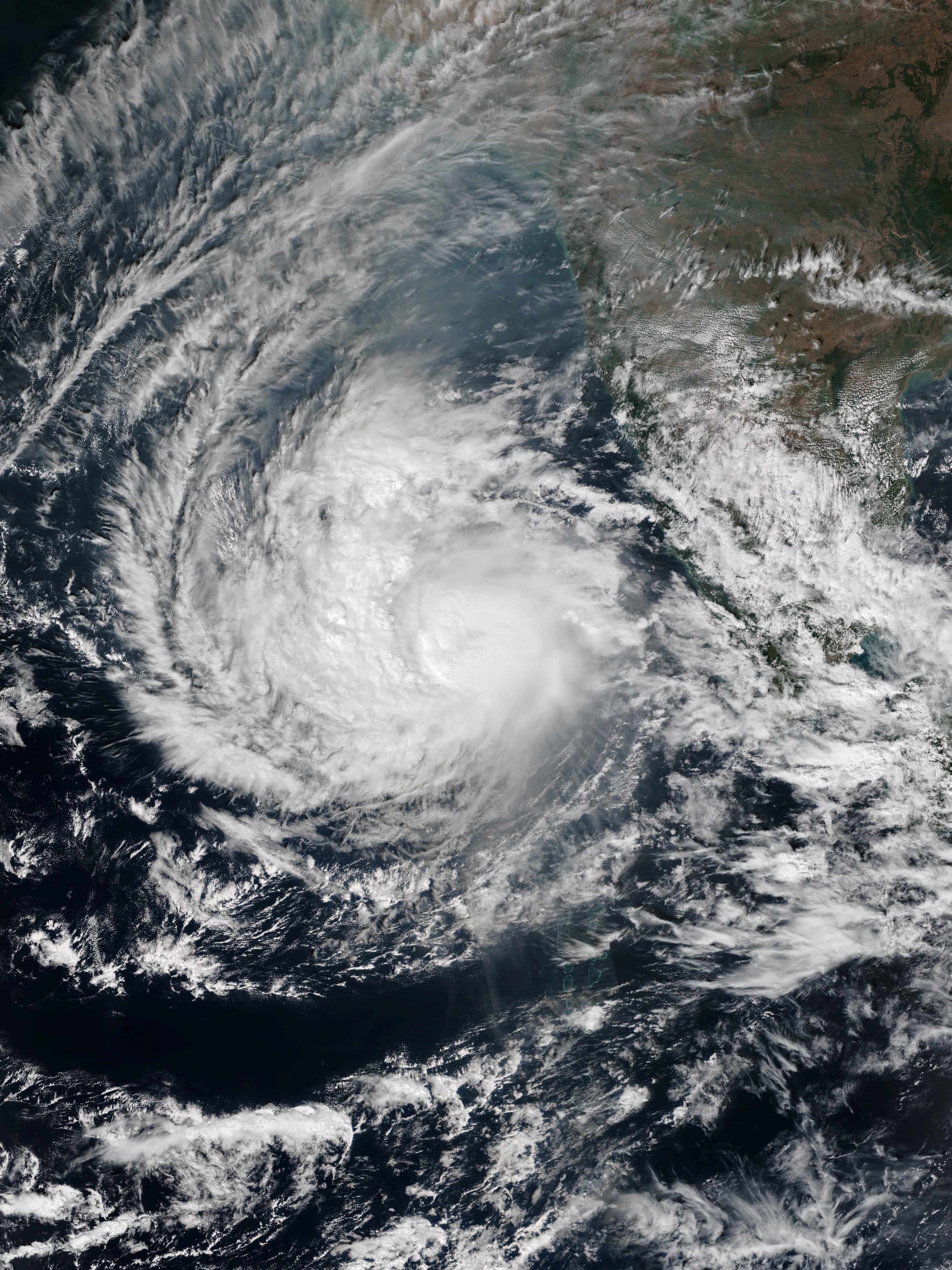
Ciclone Ockhi

| Nome da tempestade | Datas ativas                   | Vento máximo km/h (mph) | Pressão min.(mbar) | Áreas afetadas                                                                           | Danos (USD)      | Mortes | Refs |
| ------------------ | ------------------------------ | ----------------------- | ------------------ | ---------------------------------------------------------------------------------------- | ---------------- | ------ | ---- |
| Rina               | 5 a 9 de novembro              | 95 (60)                 | 991                | Nenhum                                                                                   | Nenhum           | Nenhum |      |
| Haikui (Salome)    | 7 a 13 de novembro             | 75 (45)                 | 998                | Filipinas, China meridional, Vietnã Central                                              | US$ 4,26 milhões | Nenhum |      |
| BOB 06             | 15 a 17 de novembro            | 45 (35)                 | 1000               | Odisha, Bengala Ocidental, Andhra Pradesh                                                | Desconhecido     | 20     |      |
| Kirogi (Tino)      | 16 a 19 de novembro            | 75 (45)                 | 1000               | Filipinas, Malásia, Indochina                                                            | US$ 10 milhões   | 10     |      |
| Numa               | 16 a 20 de novembro            | 100 (65)                | 995                | Reino Unido, Irlanda, França, Itália, Tunísia, Grécia, Turquia                           | US$ 100 milhões  | 22     |      |
| Cempaka            | 22 a 29 de novembro            | 65 (40)                 | 998                | Java Central, Região Especial de Yogyakarta, Java Oriental, Bali, Banten, Java Ocidental | US$ 74 milhões   | 41     |      |
| Dahlia             | 26 de novembro a 4 de dezembro | 100 (65)                | 985                | Sumatra, Java                                                                            | Nenhum           | Nenhum |      |
| Ockhi              | 29 de novembro a 6 de dezembro | 185 (115)               | 976                | Sri Lanka, Índia, Maldivas                                                               | US$ 920 milhões  | 318    |      |

### Dezembro

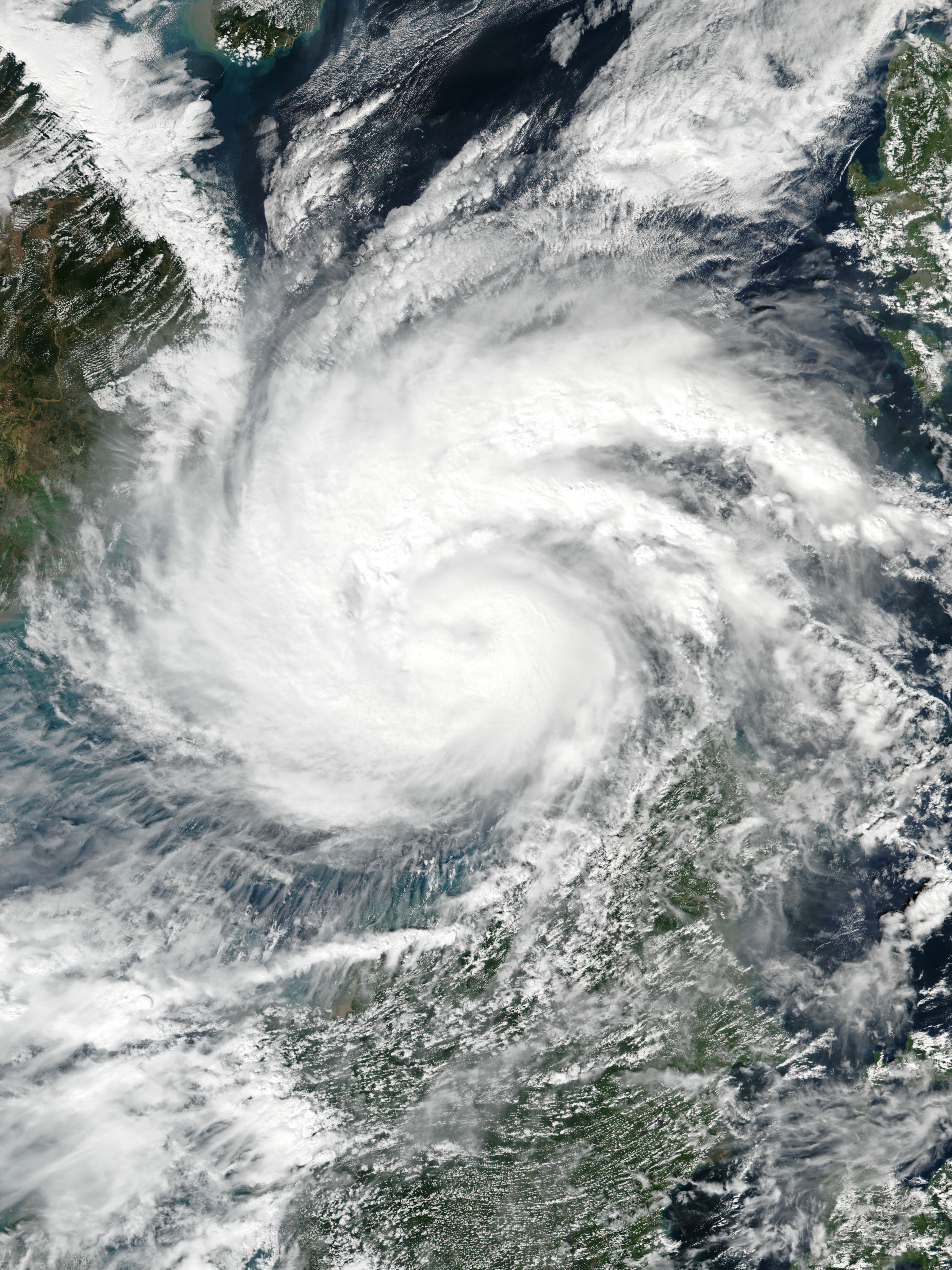
Tufão Tembin

| Nome da tempestade | Datas ativas                  | Vento máximo km/h (mph) | Pressão min.(mbar) | Áreas afetadas                                                                                            | Danos (USD)    | Mortes | Refs |
| ------------------ | ----------------------------- | ----------------------- | ------------------ | --- | -------------- | ------ | ---- |
| 05U                | 1 a 2 de dezembro             | Não especificado        | Não especificado   | Nenhum | Nenhum         | Nenhum |      |
| BOB 08             | 6 a 9 de dezembro             | 55 (35)                 | 1002               | Sul da Tailândia, Norte da Malásia, Achém, Ilhas Andaman e Nicobar, Orissa, Bengala Ocidental, Bangladesh | Desconhecido   | 20     |      |
| Guará              | 9 a 11 de dezembro            | 75 (45)                 | 996                | Brasil | Nenhum         | Nenhum |      |
| Kai-tak (Urduja)   | 13 a 23 de dezembro           | 75 (45)                 | 995                | Ilhas Carolinas, Filipinas, Malásia                                                                       | >74,3 milhões  | 83     |      |
| 02F                | 16 a 18 de dezembro           | Não especificado        | 1003               | Nenhum | Nenhum         | Nenhum |      |
| 03F                | 17 a 19 de dezembro           | Não especificado        | 1000               | Nenhum | Nenhum         | Nenhum |      |
| 04F                | 20 a 26 de dezembro           | Não especificado        | 998                | Fiji | Nenhum         | Nenhum |      |
| Tembin (Vinta)     | 20 a 26 de dezembro           | 130 (80)                | 970                | Ilhas Carolinas, Filipinas, Malásia, Vietnã                                                               | >42 milhões    | 266    |      |
| Hilda              | 26 a 29 de dezembro           | 100 (65)                | 980                | Austrália Ocidental                                                                                       | Mínimo         | Nenhum |      |
| Ava                | 27 de dezembro a 9 de janeiro | 155 (100)               | 965                | Madagáscar                                                                                                | $ 4,62 milhões | 73     |      |
| Bolaven (Agaton)   | 29 de dezembro a 4 de janeiro | 65 (40)                 | 1002               | Ilhas Carolinas, Filipinas, Vietnã                                                                        | $ 11,1 milhão  | 3      |      |

## Efeitos globais
| Nome temporada                                             | Áreas afetadas | Sistemas formados | Sistemas nomeados | Danos (USD)           | Mortos |
| ---------------------------------------------------------- | --- | ----------------- | ----------------- | --------------------- | ------ |
| Temporada de furacões no oceano Atlântico de 2017          | Guiana, Venezuela, Trinidad e Tobago, Ilhas de Barlavento, Honduras, Belize, Ilhas Cayman, México, Cuba, Estados Unidos, Barbados, Nicarágua, Bermudas, Suriname, Jamaica, Províncias atlânticas do Canadá, Cabo Verde, Ilhas de Sotavento, Porto Rico, Hispaniola, Turks e Caicos, Bahamas, Reino Unido, Irlanda, França, Espanha, Costa Rica, El Salvador, Panamá, Açores, Portugal, Noruega, Suécia, Finlândia, Estónia, Rússia | 18                | 17                | ≥$294.92 mil milhões  | 3,364  |
| Ciclones no Mediterrâneo em 2017                           | Reino Unido, Irlanda, França, Itália, Tunisia, Grécia, Turquia | 1                 | 1                 | $100 milhões          | 22     |
| Ciclones tropicais do Atlântico Sul de 2017                | Brasil | 1                 | 1                 | $0                    | Nenhum |
| Temporada de furacões no Pacífico de 2017                  | Mexico, Guatemala, Península da Baixa Califórnia, Califórnia, Arizona, Nicarágua, Costa Rica, El Salvador, Honduras | 20                | 18                | $375.28 milhões       | 45     |
| Temporada de tufões no Pacífico de 20171                   | Filipinas, Vietname, Camboja, Malásia, Taiwan, Japão, China, Ilhas Ryukyu, Ilhas Marianas, Bangladesh, Ilhas Bonin, Ilhas Carolinas, Tailândia | 41                | 27                | $14.3 mil milhões     | 860    |
| Temporada de ciclones no Índico Norte de 2017              | Myanmar, Andamão e Nicobar, India, Tailândia, Sri Lanka, Maldives, Malásia, Aceh, China, Bangladesh, Butão | 10                | 3                 | >$3.65 mil milhões    | 834    |
| Temporada de ciclones no Índico Sudoeste de 2016-20171     | Réunion, Mauritius, Moçambique, África do Sul, Zimbabwe, Botswana, Malawi, Madagáscar, Rodrigues | 5                 | 4                 | $236.5 milhões        | 376    |
| Temporada de ciclones no Índico Sudoeste de 2017-20182     | Madagascar, Réunion, Maurício, Moçambique | 2                 | 1                 | $4.62 milhões         | 73     |
| Temporada de ciclones na região da Austrália de 2016-20171 | Território do Norte, Austrália Ocidental, Ilhas Coco, Ilha Christmas, Queensland, Nova Caledónia, Nova Gales do Sul, Nova Zelândia, Nova Guiné, Maluku, Timor | 22                | 8                 | $2.82 mil milhões     | 16     |
| Temporada de ciclones na região da Austrália de 2017-20182 | Java, Sumatra, Indonésia, Austrália Ocidental | 6                 | 3                 | $83.6 milhões         | 41     |
| Temporada de ciclones no Pacífico Sul de 2016-20171        | Ilhas Salomão, Vanuatu, Fiji, Nova Caledónia, Nova Zelândia, Ilhas Cook do Sul, Tonga, Samoa, Samoa Americana, Wallis e Futuna | 17                | 4                 | $43 milhões           | 3      |
| Temporada de ciclones no Pacífico Sul de 2017-20182        | Fiji, Nova Caledónia, Nova Zelândia, Wallis e Futuna, Ilhas Samoa, Tonga, Vanuatu, Rotuma | 3                 | 0                 | $285 milhões          | 11     |
| Mundial                                                    | (Ver acima) | 146               | 87                | > $321.44 mil milhões | 5,645  |